# 「守護香港反送中」大遊行
「守護香港反送中」大遊行，通稱「6月9日大遊行」或「69大遊行」，由簡稱「民陣」的民間人權陣線於2019年6月9日舉辦，旨在反對逃犯條例修訂草案（「反送中」）。緣起5月3日至24日立法會在立法程序激烈攻防後，政府決定繞過委員會在6月12日逕赴大會二讀，反對運動由此在5月底演變成社會運動。此遊行為社會運動的第一場大型遊行。同日海外29個城市舉行集會聲援。多地同時遊行後，政府宣佈如期在6月12日二讀，當天示威者佔領立法會附近街道，當天警察武力過當引起廣泛反彈。6月15日暫緩修例。
遊行主辦單位民陣於6月2日取得警方發出遊行集會不反對通知書，可於下午3時正出發從銅鑼灣維多利亞公園中央草坪遊行至金鐘立法會綜合大樓，通知書有效期至當晚23時59分，民陣希望能號召30萬人參與是次遊行表達對林鄭月娥政府修訂逃犯條例的不滿。在遊行當日下午2時許，由於遊行人士已佔滿集合地點維多利亞公園草坪達到八成，所以民陣提早40分鐘在2時20分出發，而最後一批在起點集合的遊行人士於傍晚6時許出發，至晚上10時民陣宣布遊行結束。民陣在遊行結束後公佈參與人數達103萬，警方則稱有15.3萬人由維園離開參與遊行，在最高峰時有24萬人，民陣公佈的數字超越2003年香港七一遊行的約有50萬人，但這次遊行的規模於一周後便被6.16遊行所打破。國際媒體廣泛關注這次反修例遊行，翌日登上《紐約時報》與《華盛頓郵報》美國印刷版頭版，周末登《经济学人》所有大洲版本封面。

## 背景
2019年，香港特別行政區政府提交香港立法會審議的一法律草案，以向中國大陸、澳門和臺灣等司法管轄區移交嫌疑人和進行法律協助。此提案源於潘曉穎命案，現時香港法律無法向臺灣移交疑犯，同時特區政府宣稱原有逃犯移交條例不包括中國大陸及澳門亦是「法律缺陷及漏洞」。草案甫經提出，便招致社會各方質疑和關切香港作為獨立司法管轄區的獨立性或遭削弱。同年5月20日，特區政府要求立法會繞過法案委員會，在6月12日直上大會審議條例。

## 遊行

### 籌辦
民間人權陣線先於2019年5月29日與香港警務署約四十名之代表開會商討遊行安排。警方要求民陣將原先擬訂的遊行起點更改，由銅鑼灣東角道改為鄰近的維多利亞公園草地。警方亦計劃開放軒尼詩道西行3條行車線作示威，並在必要時開放電車路作人潮疏導。惟民陣對此感到不滿，認為同時開放四條行車線與電車路才足夠滿足遊行的需要。最後，民陣於會議中途離場，以示不滿，並要求6月1日前再與警方開會，以達成共識。
警方在6月2日發出不反對通知書，迫使民陣必需按照警方的安排舉辦遊行，即必須要在維園草地出發。而遊行路線亦拒絕提供軒尼斯道東行線；令崇光百貨外的軒尼詩道過路處（SOGO Crossing）全面封閉。
警方解釋指預料會有大量人士聚集在東角道，不能有效疏導示威者，並對該處的公共秩序造成風險。又指出若以東角道作為遊行起點，警方需要截停軒尼詩道東行線的車路，讓示威隊伍進入軒尼詩道西行線，此舉將會嚴重影響交通。而維多利亞公園中央草坪有足夠位置予大型公眾集會，亦有足夠空間予隊伍出發，示威能夠在安全和有秩序的情況下開始。
6月7日及8日，朱凱廸、姚松炎與司馬文及胡志偉分別於香港島及九龍舉行「反送中單車行」，以踏單車的方式反對修訂條例草案及呼籲更多市民參於6月9日舉行的遊行。
另外，在遊行之前，黃子悅、劉康、楊逸朗、陳家駒、周永康、岑敖暉、孫曉嵐與梁麗幗，亦公開拍片呼籲公眾參與遊行反對「惡法」，並且指出修訂逃犯條例會損害香港自由與人權。

### 交通

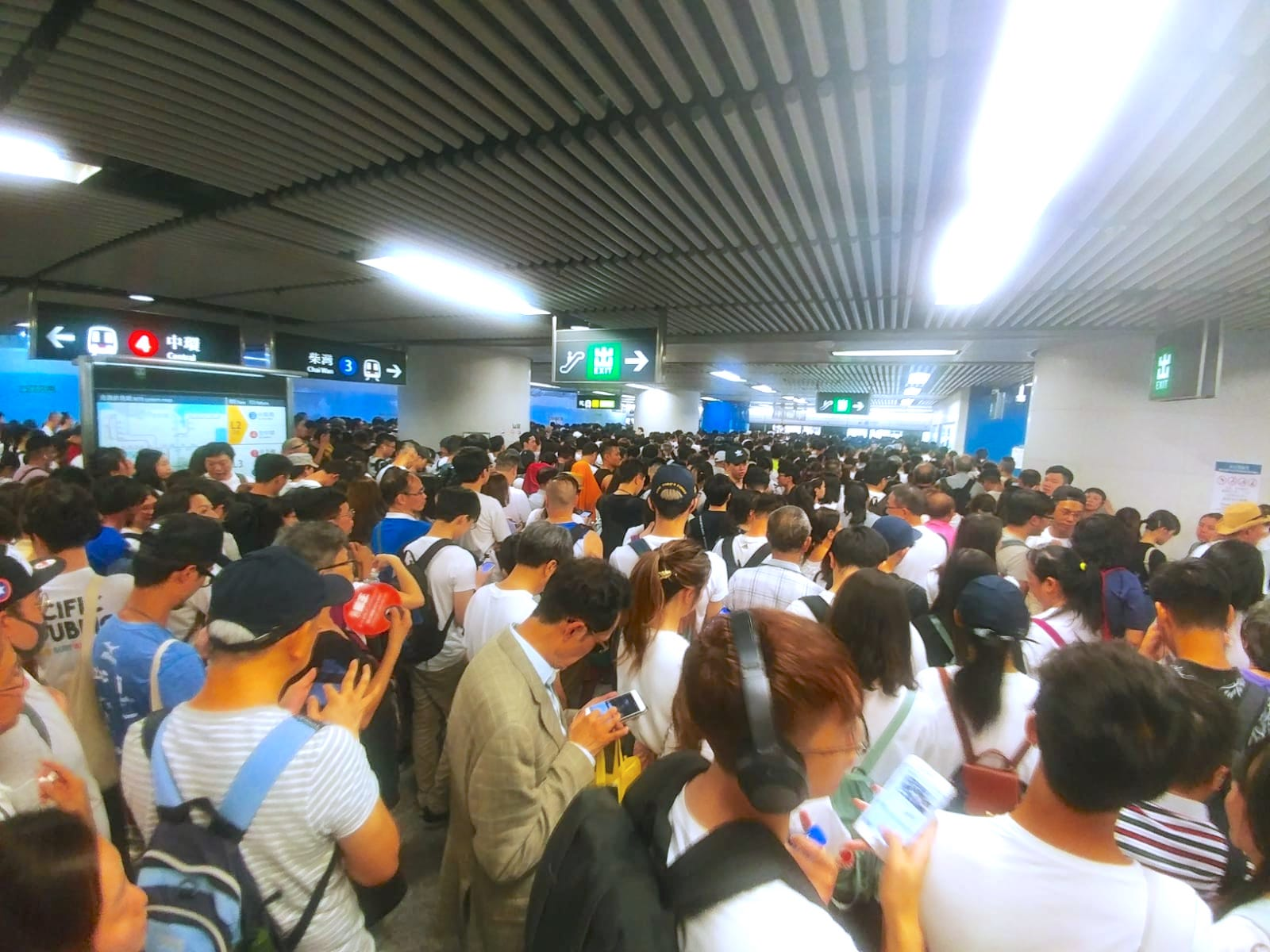
港鐵金鐘站月台一度擠滿前往遊行的市民，平均要等待八至九班列車才能上車。

大遊行期間，銅鑼灣站、天后站、中環站、旺角站和尖沙咀站人流不絕，閘機一度關閉；其中天后站因月台太擠迫，一度有列車不停站。而香港站往中環站的通道迫滿去遊行的市民，需實施人流管制措施。直至下午5時，市民只能從炮台山步行至維園；維港對岸的尖沙咀天星碼頭也現長長人龍，隊尾遠至香港太空館，希望趕往對岸加入遊行隊伍。
而新界多個巴士站亦大排長龍，其中由元朗前往天后的過海隧道巴士968線要等11至12班車才能夠成功上到車，乘客亦要等多班車才能乘搭。

### 遊行過程
遊行以銅鑼灣維多利亞公園草地作起點，途經高士威道、禮頓道、伊榮街、邊寧頓街、軒尼詩道、金鐘道、樂禮街、夏慤道、添美道，以位於金鐘添美道的立法會綜合大樓作終點。
由於維園草坪已站滿人群，期間有長者不支暈倒，民陣按警方要求提早出發，較原定時間提前40分鐘，於下午2時20分由維園草坪起步，遊行至金鐘立法會。一幅巨型「反送中」橫額為遊行隊伍開路，由民主黨創黨主席李柱銘、法律界前立法會議員吳靄儀、壹傳媒創辦人黎智英、歌手何韻詩和及黃耀明及等拉起，沿途高喊「反送中、撤惡法、林鄭下台」口號，守候兩旁的市民夾道拍掌打氣。與此同時，由於警方不願開放足球場，使遊行人士一直擠塞在維園內，市民感到鼓譟，並高呼「開路」，最後警方才開放足球場，讓遊行人士以緩慢速度離開。
大遊行期間，銅鑼灣站、天后站、中環站、旺角站和尖沙咀站依然人流不絕，閘機一度關閉；其中天后站因月台太擠迫，一度有列車不停站。直至下午5時，市民只能從炮台山步行至維園因參與者數目車載斗量，遊行隊伍龍尾一度延長至北角電廠街一帶；維港對岸的尖沙咀天星碼頭也現人龍，排隊至香港太空館，希望趕往對岸加入遊行隊伍。
市民則站滿橫街窄巷，糖街、記利佐治街、渣甸街、利園山道和波斯富街等白衣人群，高舉紅底黑字的「反送中」示威牌，高呼「林鄭月娥下台」。由於遊行人數眾多、加上速度緩慢，市民感到不滿，多次叫喊「開路、開路」。到下午約5時警方才開放東行線疏導遊行人潮，其後整條軒尼詩道塞滿大批遊行人士。遊行隊伍沿途高喊「反送中、撤惡法」、「林鄭下台」、「制裁林郑」、「李家超下台」、「鄭若驊下台」等口號。遊行者包括劉夢熊、張堅庭、王喜、王宗堯、黃耀明、何韻詩等。遊行隊伍至晚上8時仍未散去，灣仔擠滿人潮，到晚上約10時終告完結。

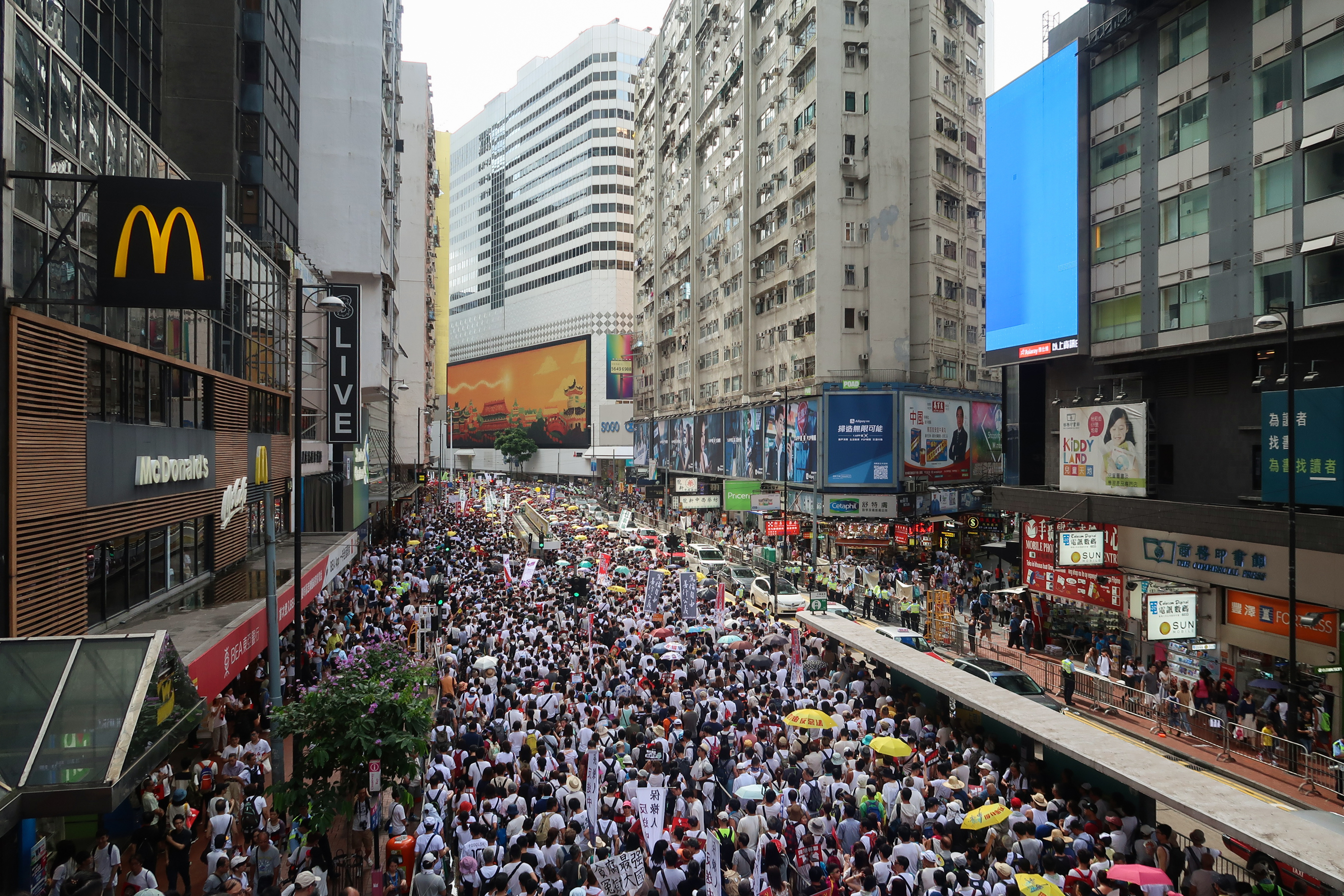
銅鑼灣怡和街的遊行情景
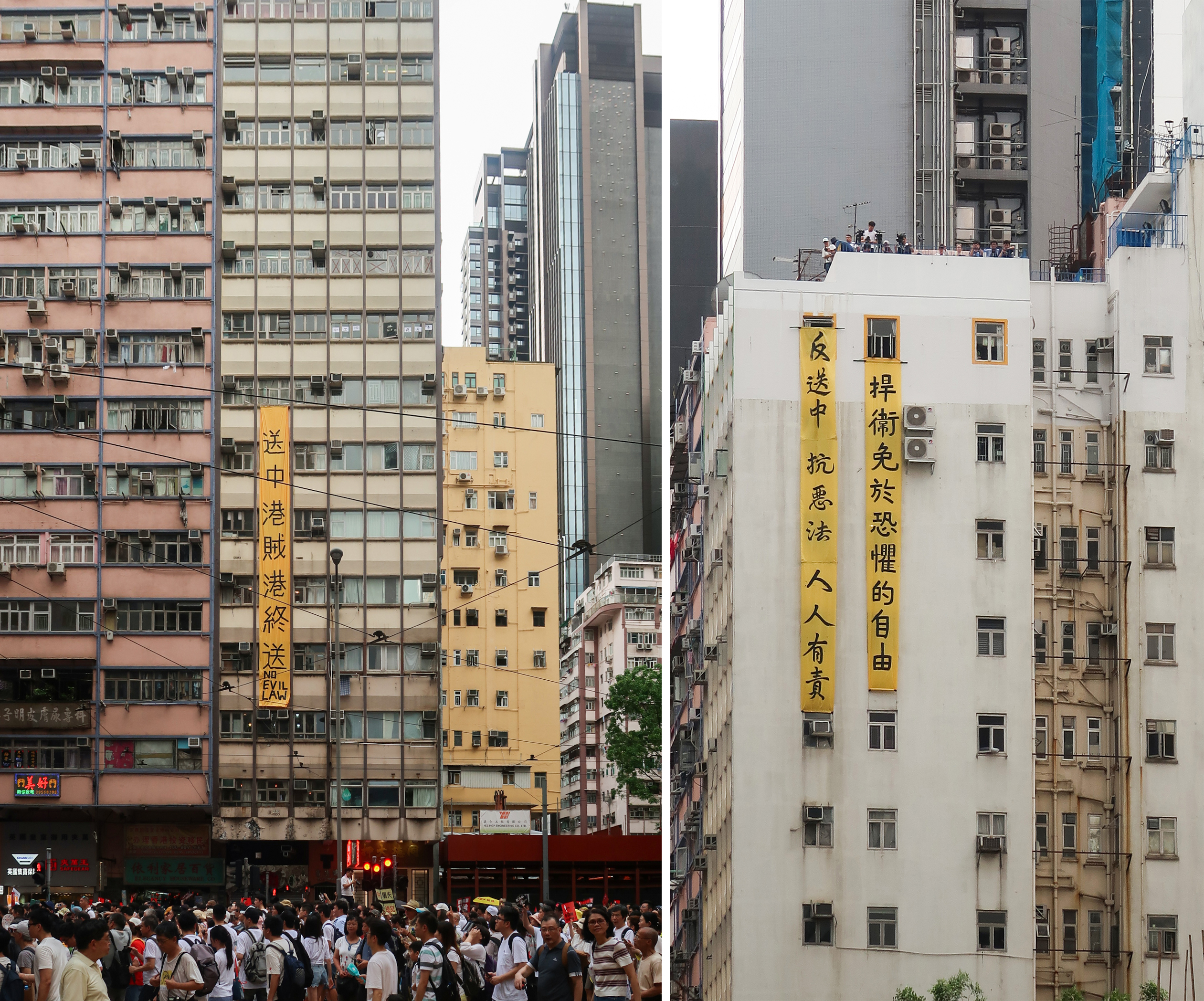
灣仔富德樓外牆展示的標語直幡
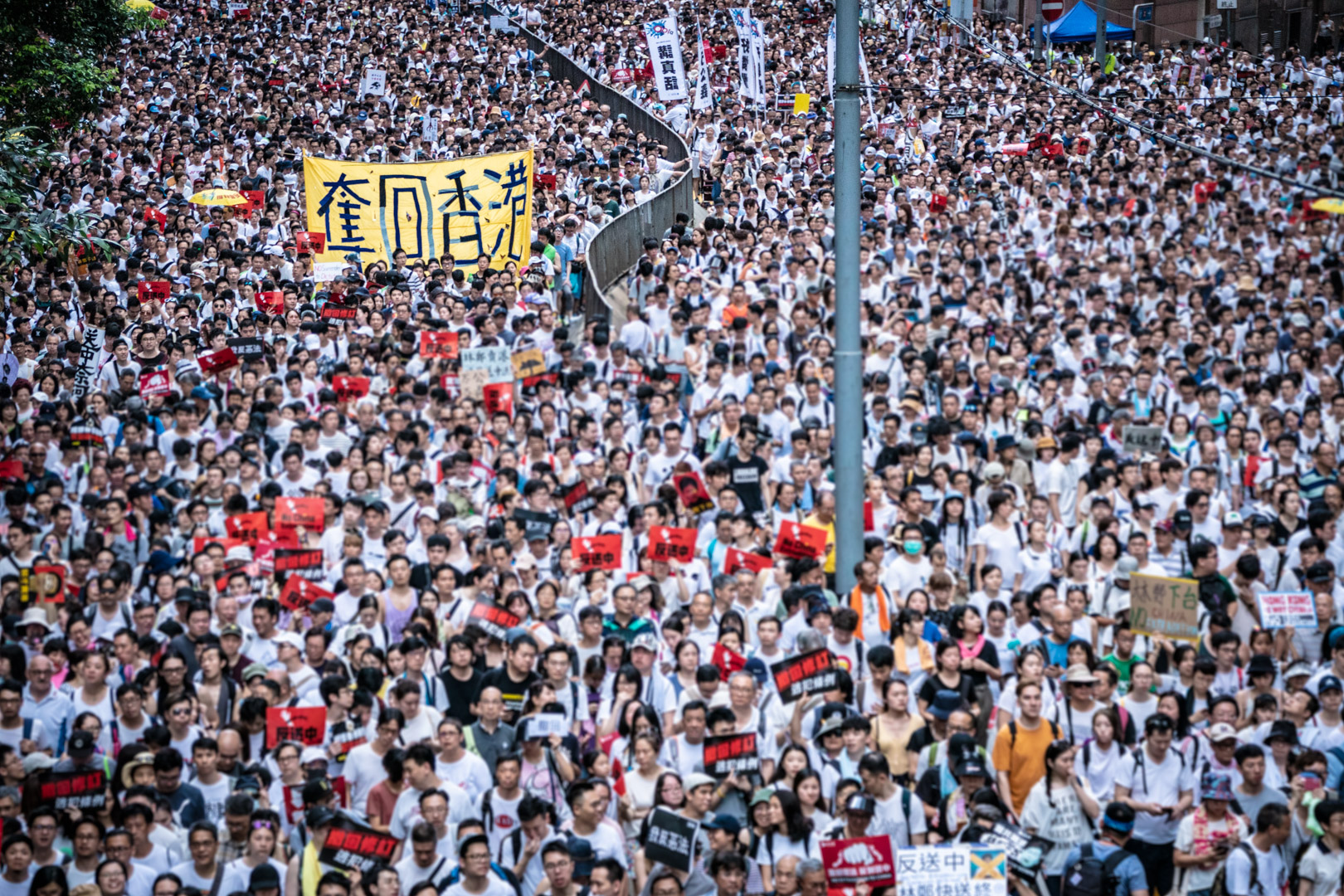
灣仔軒尼詩道人山人海的遊行情景
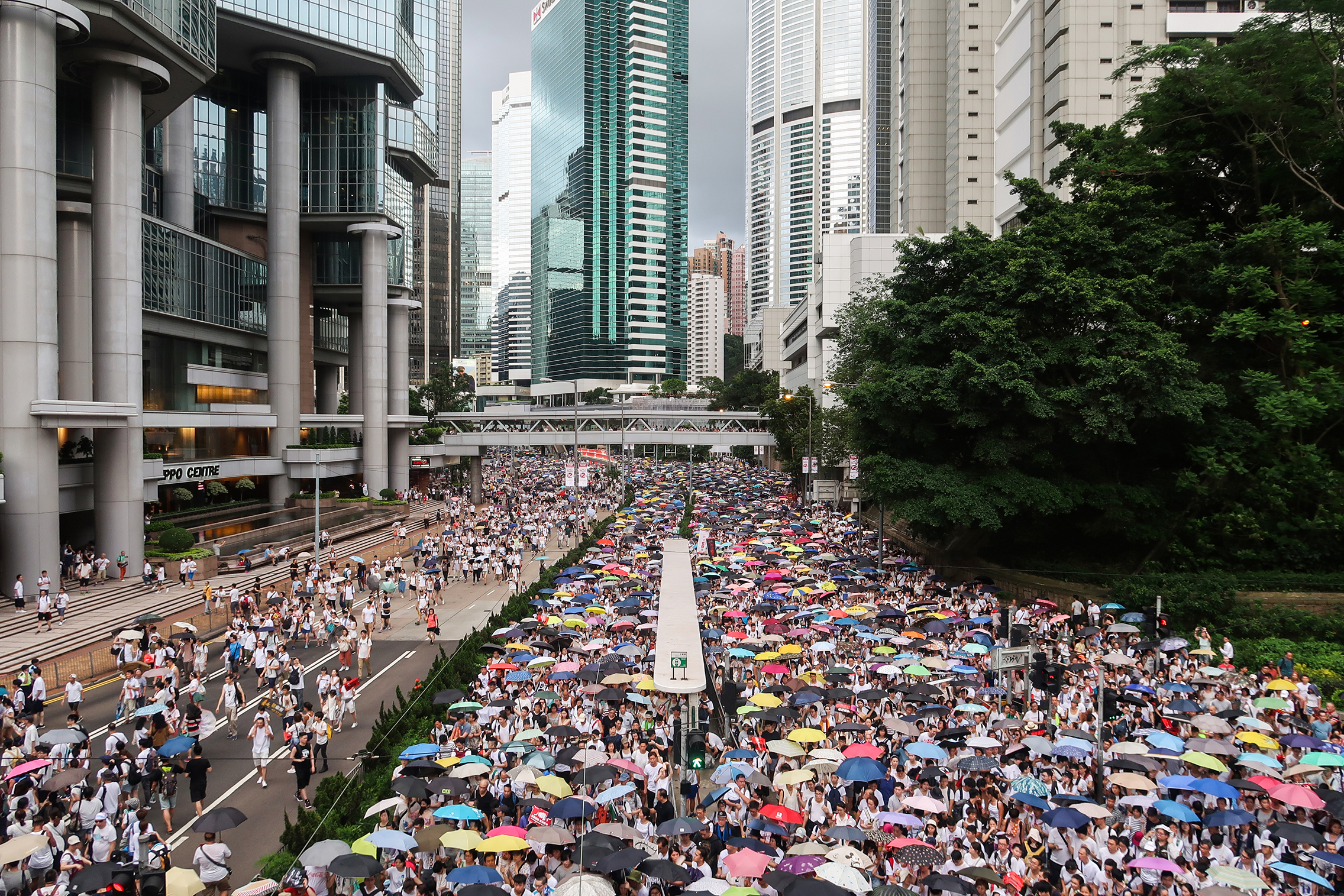
金鐘道傍晚一度下雨，遊行人士舉起雨傘，猶如2014年的「雨傘運動」

到達遊行終點附近後，有人因不滿夏愨道只開放一條行車線繼續在金鐘附近留下，拒絕前進。民陣呼籲在金鐘示威民眾前進，但被拒絕，示威民眾稱民陣不代表他們。晚上7時許，有5至6名戴口罩的男子，企圖衝出並佔領夏慤道。警員隨即企圖捉人，但示威人群反抗並救走示威者。一名警員因此使用胡椒噴霧，示威者其後向金鐘道撤退。

### 警方粗暴對待記者
警方於6月9日至10日驅趕示威者期間，正採訪的《立場新聞》記者因多次警告未果受警方驅趕，有警員疑辱罵記者為「垃圾」，記者表明身份後仍不被警察理會，繼續以盾牌推向記者，又以閃燈射向記者鏡頭，有記者拍攝防暴警察制伏示威者的情況時被警員警告，警察一度用警棍指向攝影師，叫他「不要拍攝」。亦有警員質疑一名記者背包內的樽裝水為攻擊性武器。香港記者協會就事件提出嚴正抗議，斥警方之行為踐踏採訪權。
曾在現場經歷事件的記者表示：「這類採訪經歷，在深圳河以北（指中國大陸）司空見慣，只是沒想到，居然在香港見到此場面，而且恐怕，往後還會有很多很多次。」
6月12日，有澳門記者在香港「反送中」示威採訪期間，在緩衝區接受急救處理時被警方用胡椒噴霧對着他的頭部噴發，記者的背部及手部也因而受傷，當時他身上並無毫無任何保護物，但掛有記者證和手握相機。事後該名澳門記者對香港警方執法表示極度不滿。

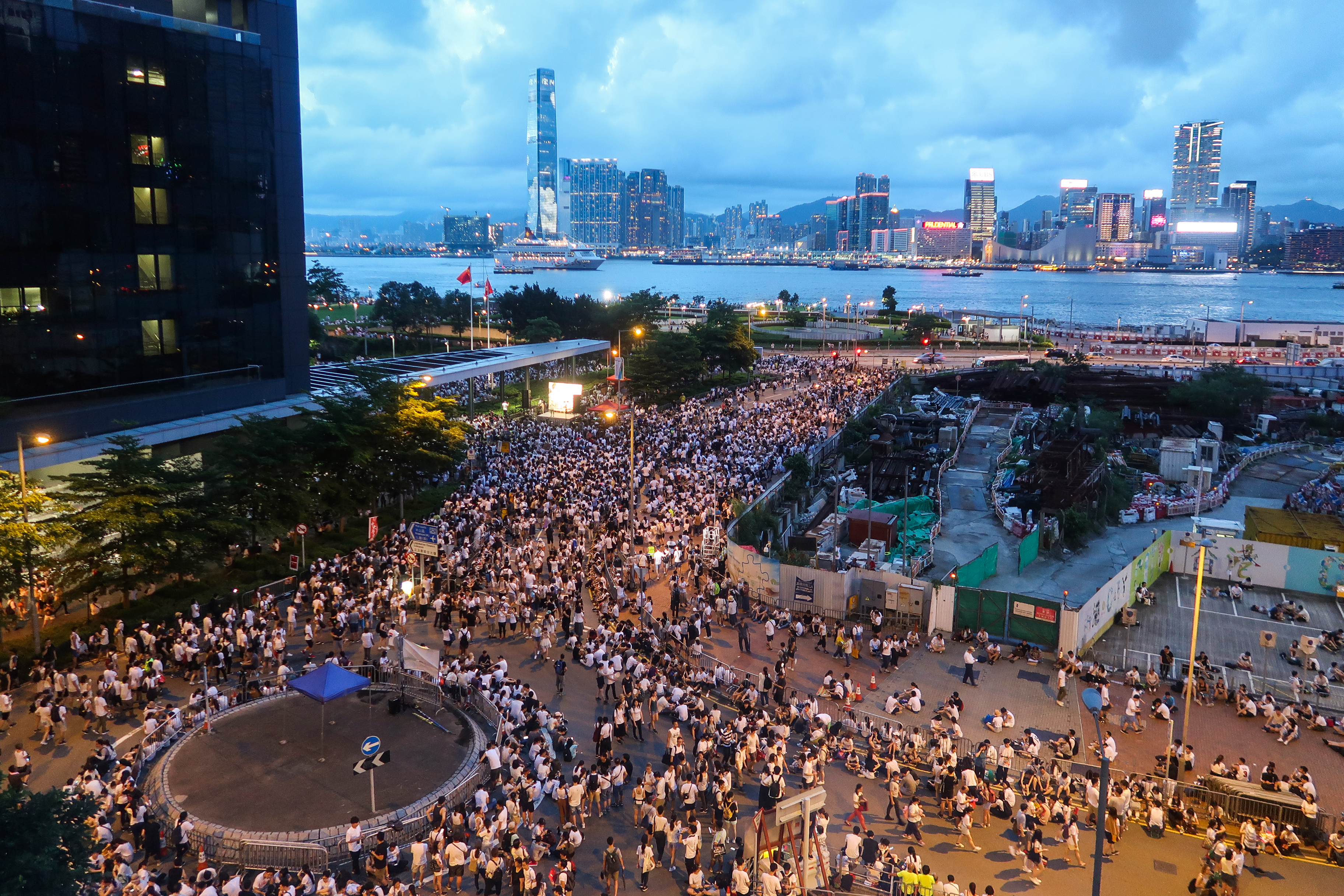
晚上7時，民陣在立法會道舉行集會
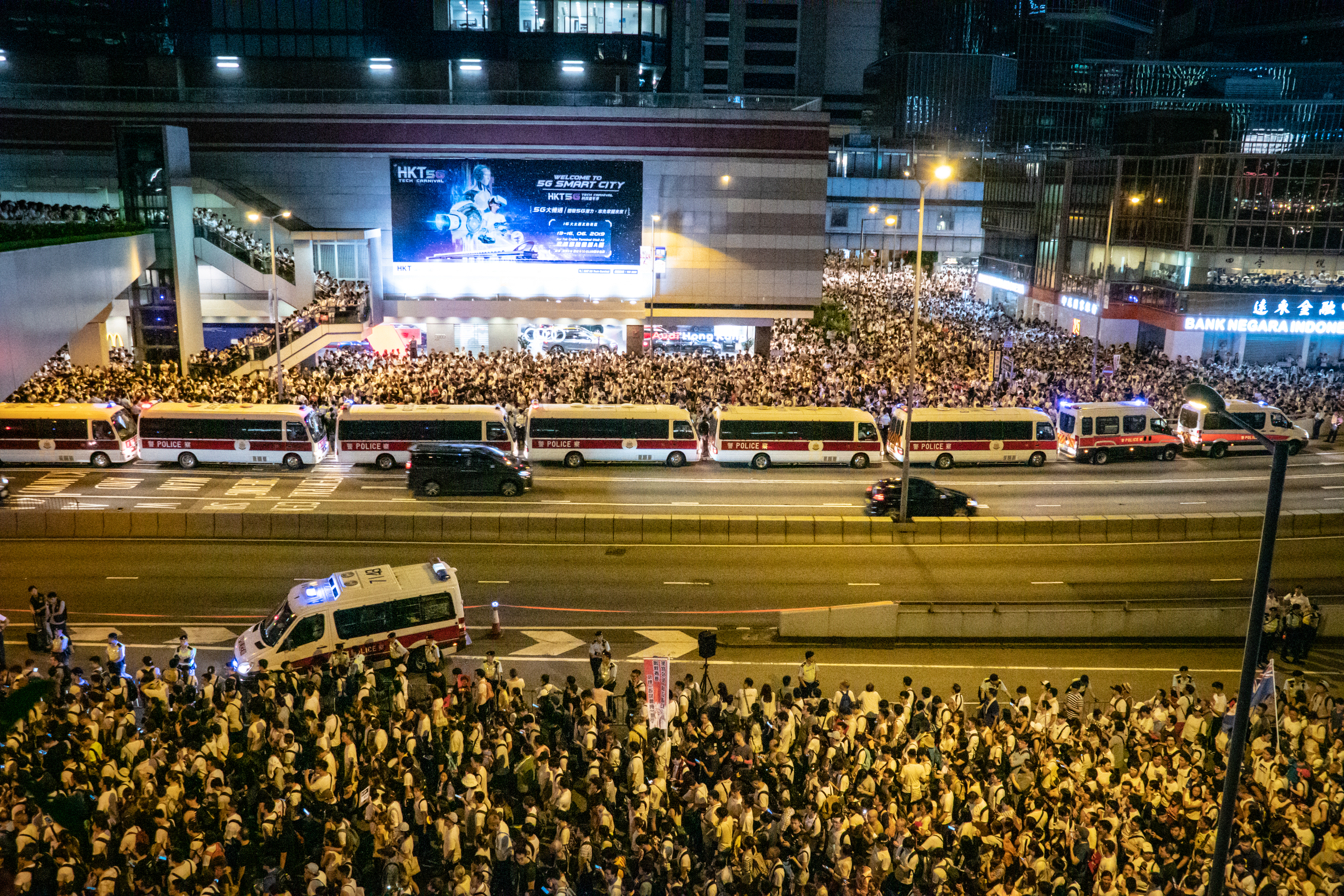
晚上8時，未完成遊行的市民與警方對峙 到晚上9時，警方出動多輛運員車等警車戒備，而後方港鐵金鐘站B出口仍逼滿離開的遊行人士
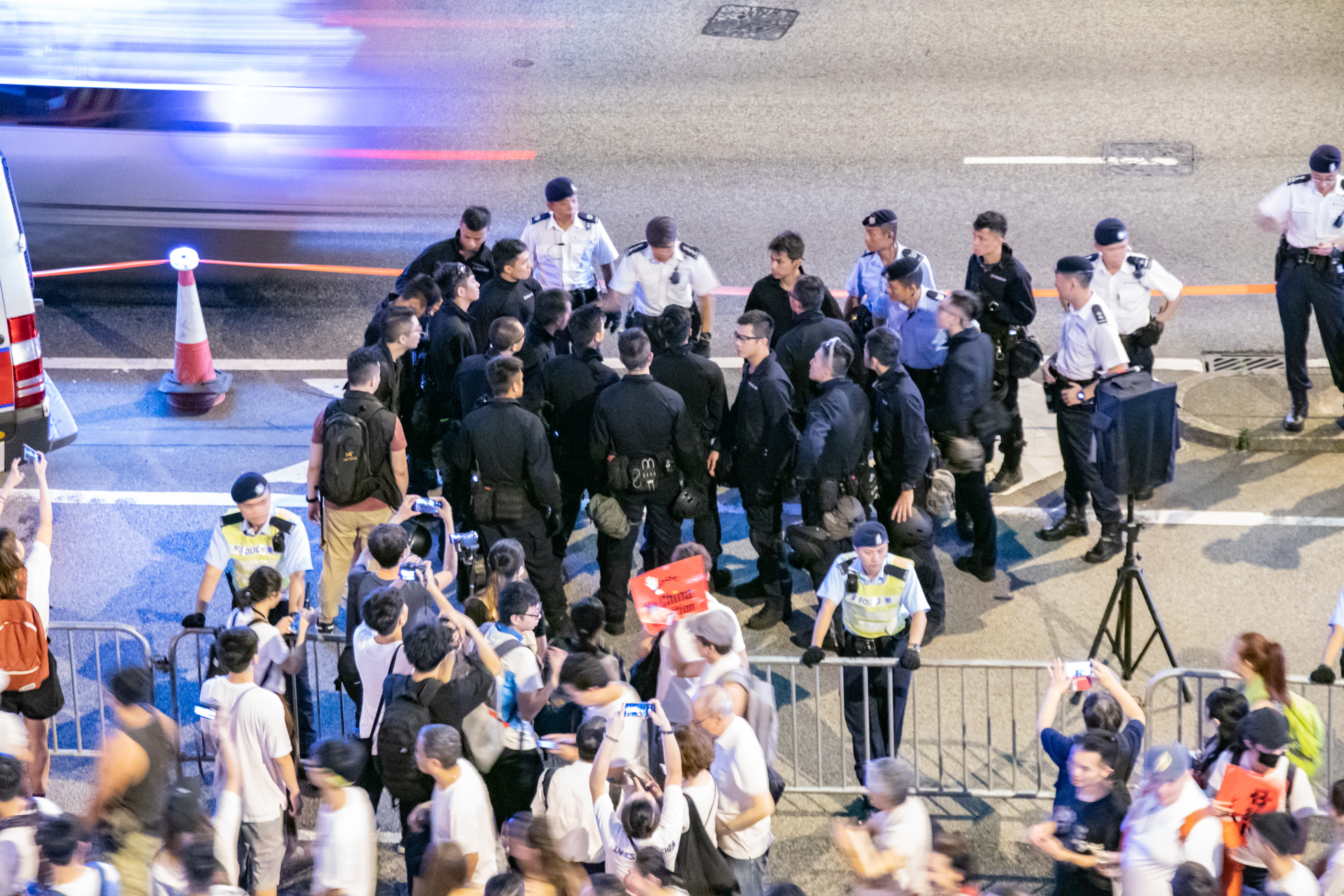
晚上9時，警方出動特別戰術小隊
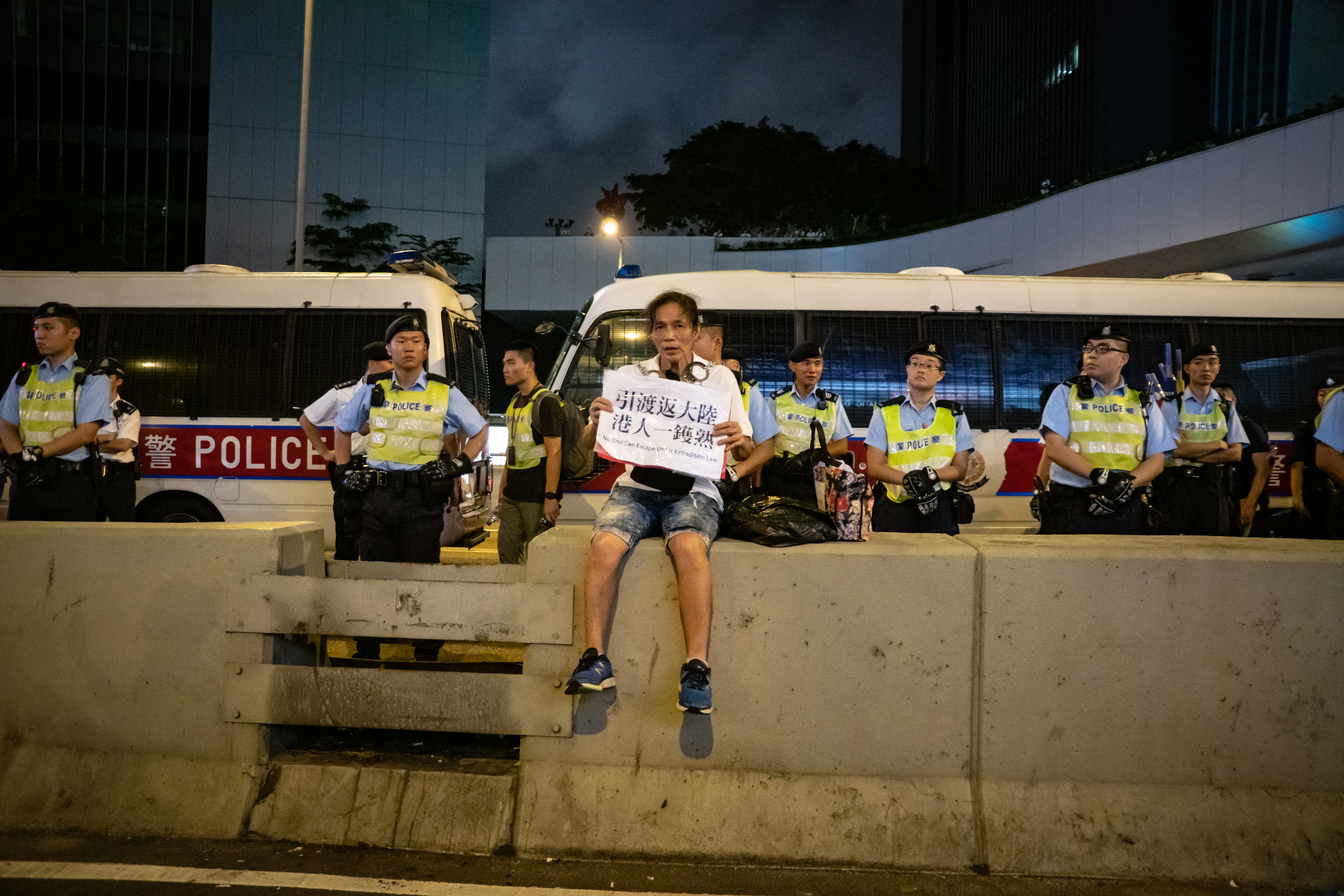
示威人士坐在路壆展示標語

### 遊行結束後衝突

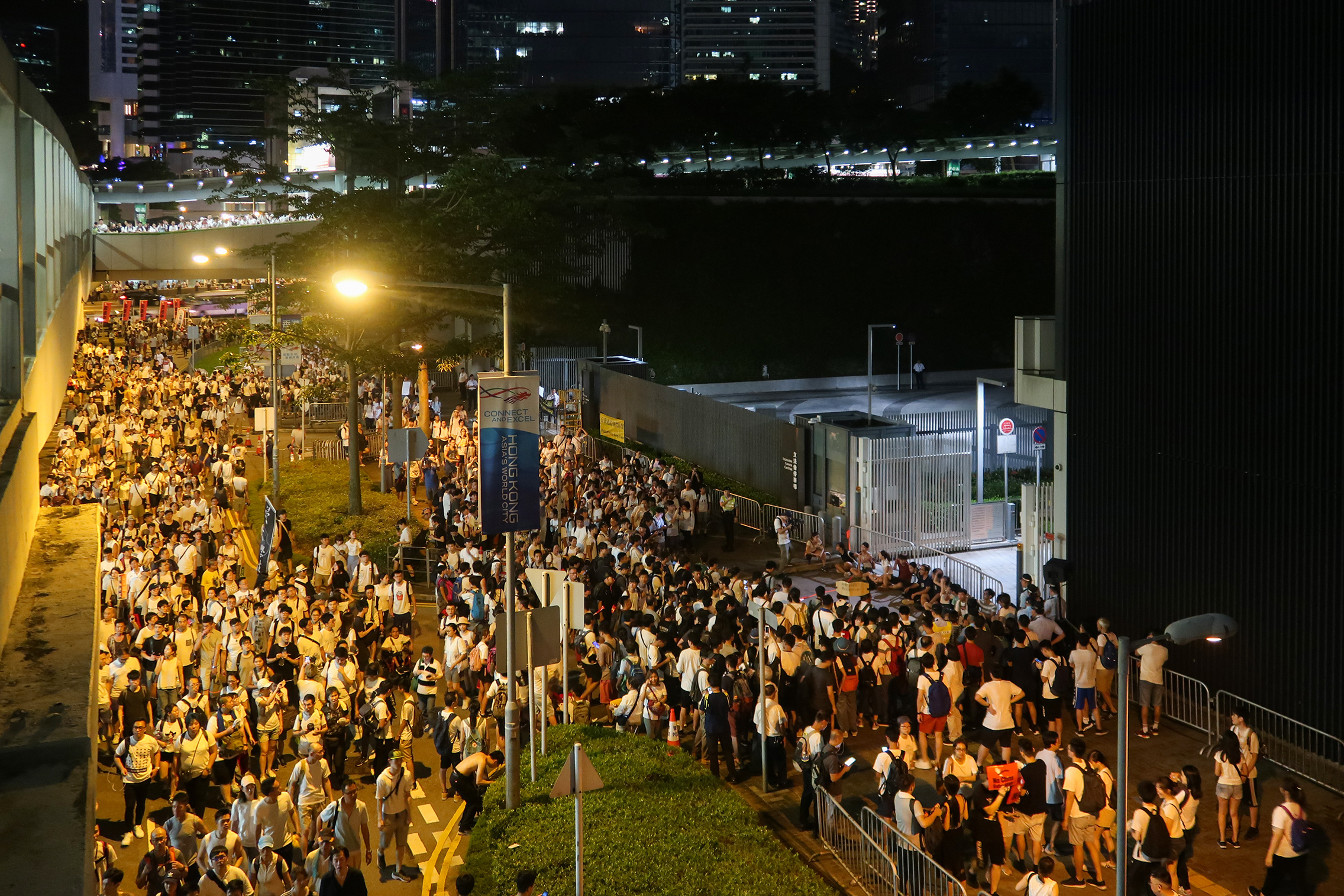
夜晚8時33分，香港眾志成員在立法會停車場外靜坐，要求在12號前見保安局局長李家超及行政長官林鄭月娥。警察於翌晨約2時半逐一抬走靜坐者

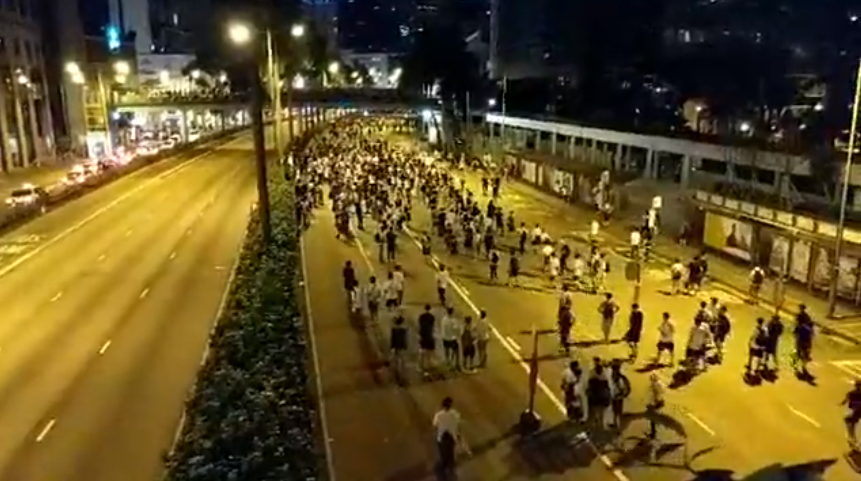
6月10日凌晨2時許，部分示威者沿分域街走到告士打道東行線聚集，並且將街上的垃圾桶、鐵馬及巴士站牌搬出告士打道作路障

夜晚8時33分，香港眾志號召民眾「堵塞立法會」，於立法會停車場外靜坐，要求在12日前見保安局局長李家超及行政長官林鄭月娥。香港眾志亦在網上發文，呼籲市民到立法會停車場通道，支援包圍立法會行動。其又指，「自雨傘運動以來，政治檢控的寒蟬效應，處處打擊市民以行動爭取改變的信心，無力感充斥著社會各界」；「我們仍然相信，非暴力抗爭仍然阻擋強權、撕破謊言的利刃。」警察於翌晨約2時半逐一抬走靜坐者，期間使用了過份武力。
當晚11時，特区政府宣佈6月12日如期二讀草案，其後部份示威者意圖佔領立法會綜合大樓，防暴警察出動向示威者噴灑胡椒噴霧及揮動警棍，但有一名警員被警棍誤傷至血流滿面，期間有三名警員及一名無綫電視新聞部攝影師受傷。立法會示威區現場一度有白煙冒出，原因未明，但警方指未有施放催淚彈或投擲煙霧彈。與此同時，警方表示示威者正參與非法集結，要求他們立即離開，否則使用武力。警方其後將示威者驅離立法會大樓示威區，約幾百名示威者隨即轉移至龍和道，並以鐵馬封閉來回方向行車線和從高處將大型垃圾桶及雜物丟到龍和道隧道。警方出動特別戰術小隊清場，將示威者分別向中環以及灣仔方向驅散。
凌晨2時許，示威者分兩條戰線，部分示威者沿分域街走到告士打道東行線聚集，並且將街上的垃圾桶、鐵馬及巴士站牌搬出告士打道作路障。而另一批在中環添馬公園的示威者被驅趕至中環碼頭一帶，在該處休息的傳媒亦被數十名防暴警察驅趕。警員搜查立場新聞記者背包，阻止其採訪，指責樽裝食水是攻擊性武器。最後警察防線推至香港站近國際金融中心商場一期的天橋位置。部分示威者在中環碼頭被警員推倒後被捉走。
而警方於清晨約3時起再將示威者驅趕至內告士打道舊灣仔警署附近並將其包圍，其間有2名示威者不適暈倒需送院治理，亦有警員於採取拘捕行動前，曾一度要求示威者除下帽及口罩，但其後被高級警司所制止，並要求示威者靜坐在地上。於清晨4時左右，警方以示威者懷疑參與非法集會為由，查訊358名示威者及搜查個人物品，並攝錄示威者容貌和衣著，若無藏有違禁品及未被通緝則獲放行。警方表明保留追究權利。搜查行動約在6時完成，一名女示威者因沒有帶身份證被帶走。
有組織罪案及三合會調查科高級警司李桂華表示，年輕的示威者佔八成，介乎16至25歲，同時會就示威者遺下的物品，如眼罩、口罩、膠索帶、火機、塗鴉噴漆、以及攻擊性武器（如剪刀及刀片）等進行調查。認為有關人士是「有組織、有準備的激進暴力人士」，表明會「誓必跟進追究到底」。

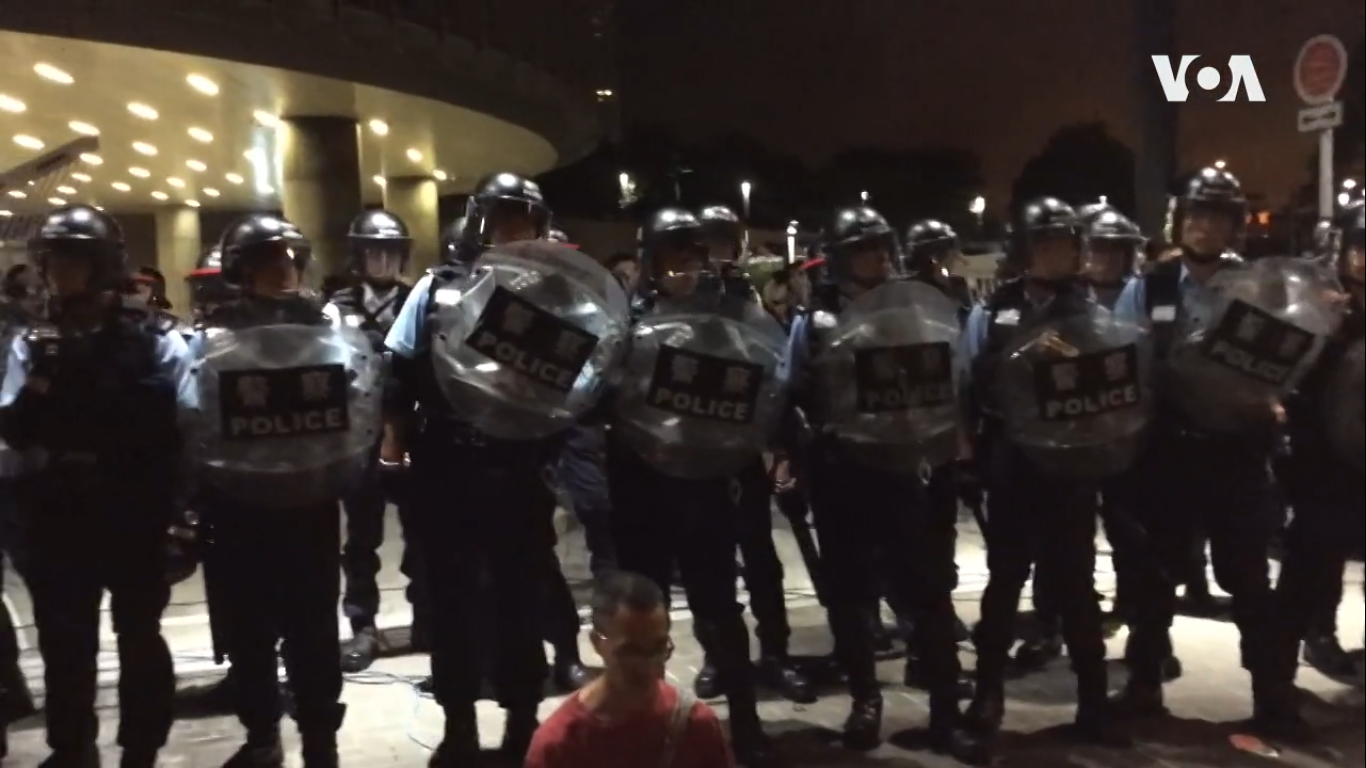
有示威者坐在防暴警察前
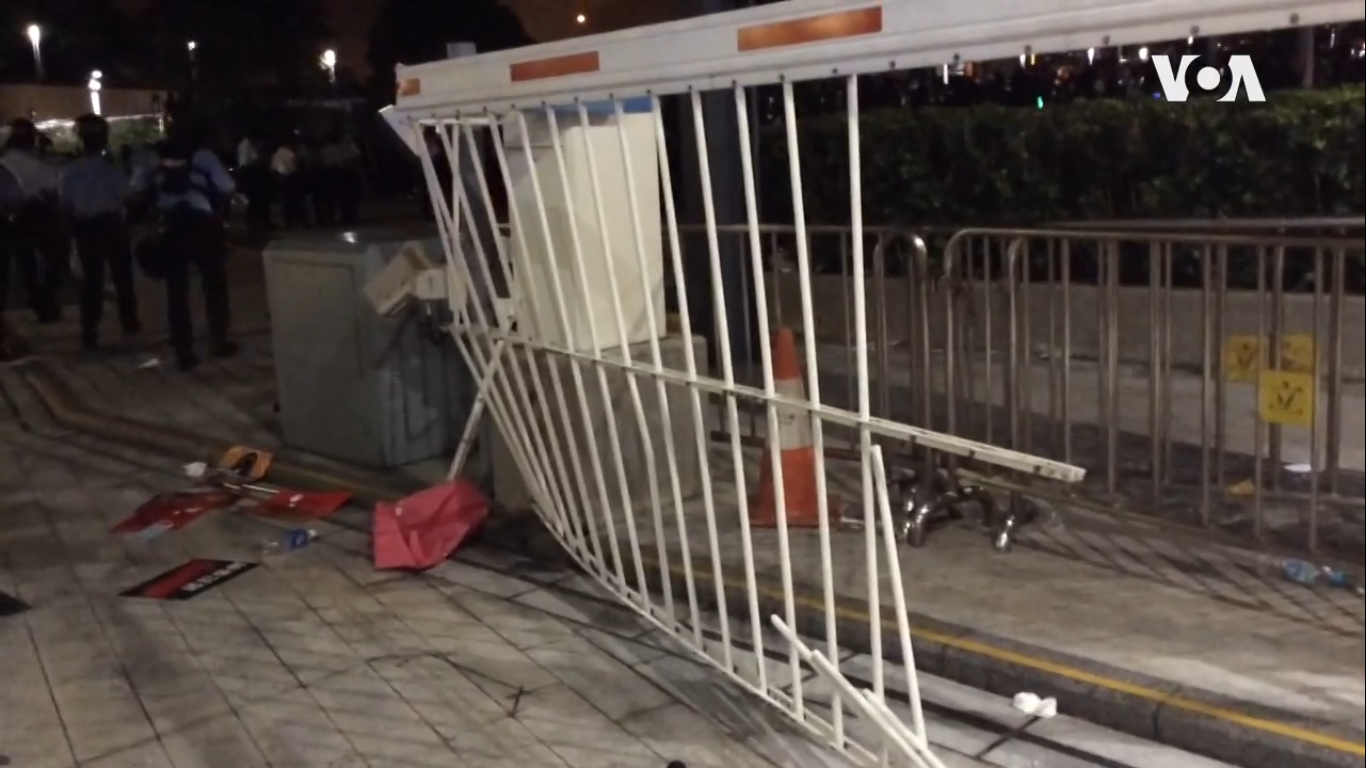
立法會綜合大樓停車閘口被破壞
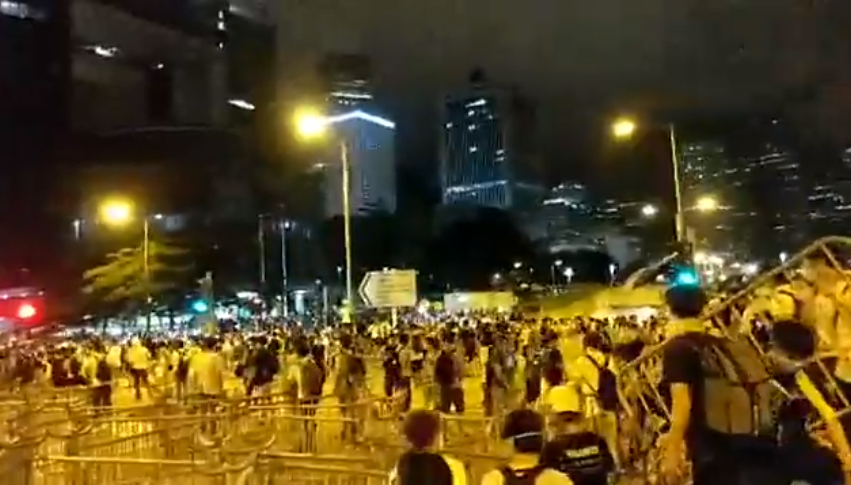
凌晨12時許，約幾百名示威者隨即轉移至龍和道，並以鐵馬封閉來回方向行車線
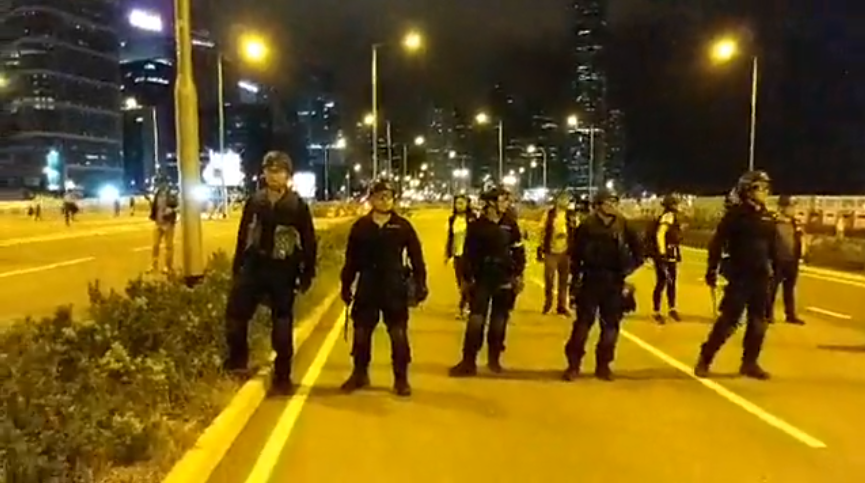
警方出動特別戰術小隊在龍和道清場
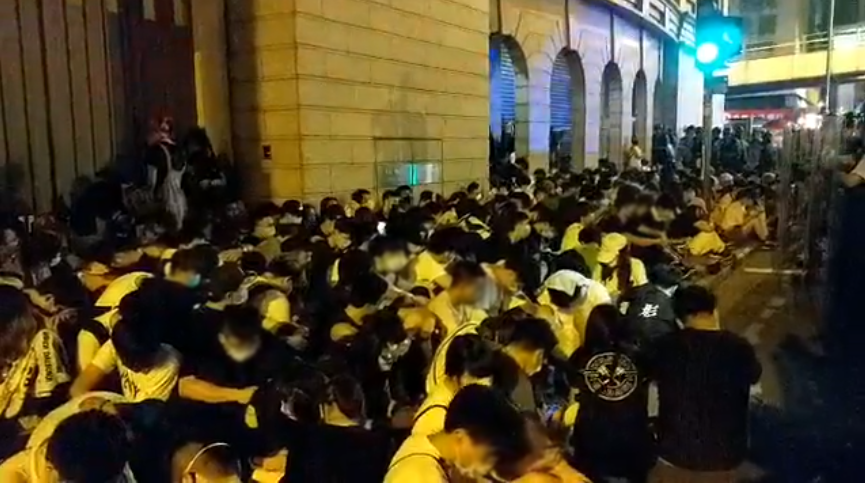
清晨約3時起，警方將358名示威者驅趕至內告士打道舊灣仔警署附近並將其包圍，並要求他們坐在地上

## 參與人數
這次遊行的人數，主辦方公布達103萬人而警方則稱最高峰時人數24萬，外媒如路透社、BBC、哥倫比亞新聞評論雜誌、天下雜誌都在報導中提及不同的統計方法。遊行的具體人數常有爭議，香港電台在2003年七一大遊行的報導亦提到，遊行的主辦方與警方公布人數慣來相差數倍，部分人會在這兩個數字之間自行猜估或乾脆取其平均數，而當年香港大學統計及精算系聯同香港中文大學新聞與傳播學院組成的研究組所計算出來的遊行總人數，卻和主辦者的估計頗為吻合。這次遊行是香港首度用人工智能統計遊行人數，取代過往依賴人手點算，以期可提供較客觀的統計數字。《蘋果日報》利用人工智能在遊行的主路線進行統計，僅在軒尼詩道和馬師道的交界處已認出最少有51.7萬人經過，遊行人數已超過2003年七一遊行的46.2萬人，而此人數尚未包括分流至駱克道、莊士敦道，或者在灣仔插隊加入遊行的人士，因此實際遊行人數應更多。
其他第三方統計有：建築測量師姚松炎博士沒到場，憑人流量公式推算860,000至1,380,000人；曾為香港科技大學經濟系教授的幫港出聲成員雷鼎鳴派員到場，以5萬平方米遊行面積乘以人口密度推算187,000 - 212,000 ，惟得州州立大學地理系鄒之喬覆檢雷氏的數據，指面積應為14.8萬平方米；傳媒人李鴻彥委托梁元邦的公司用大數據追蹤關鍵字的Trending moving average，事前預測48.7萬至75.49萬人，事前警告輿情洶湧。警方公佈的遊行人數統計因被指嚴重報少參與人數，而被外界揶揄是毅進制（本遊行後的新造詞）。
上述大部分遊行人數統計的結果顯示出遊行人數超過2003年七一遊行的46.2萬人，僅次於1989年5月28日香港聲援北京學生的遊行。一週後紀錄被6月16日遊行超越。
美國之音表示，中國官媒刻意避談或淡化香港主權移交以來最大規模的百萬人遊行抗議，且只強調親共組織所稱的「70萬人」支持者，並特意引用香港警方明顯偏低的大遊行「24萬」估計人數。

## 被捕
當日有8名男子被控在翌日凌晨立法會「煲底」與警方發生衝突被捕，之後被控參與非法集結，案件在2021年1月13日於東區裁判法院開審。其中三人在開審前認罪，其中一名為中大哲學系一級榮譽畢業的碩士生，他承認當晚與現場人士將鐵馬推向警方防線。裁判官指被告的求情信令人動容，特別引述中大副校長吳基培為其撰寫的求情信，指因本案已經失去前往耶魯大學修讀博士等多個機會，最終判助教入獄4個月。同案議員助理及教生男生亦認罪，被判監5個月。
另外，港隊武術代表鄺淯銘等5名男子，分別否認非法集結及阻差辦公罪，案件在2021年3月10日裁決。東區法院裁判官表示由於各被告承認和確認為控方影片中所指犯案的人，裁定5人罪成，判各人監禁7星期至7個月。

## 回應

### 香港政界

#### 回應遊行人數
鄭經翰指香港人逃犯條例69大遊行向林鄭政府投下103萬不信任票。民主黨指超過100萬名香港市民參加反對修例的遊行，反映港人的民憤已經到達極點，要求林鄭月娥問責下台。公民黨的聲明指出，反對修例的集合原本和平進行，但政府發出拒絶讓步的聲明後激發了示威者的情緒，形容政府官員的傲慢是激起衝突的主因。公民黨黨魁楊岳橋指「我們看見，這次修例在沒有迫切性的情況下仍然強行通過，完全違反邏輯」，當日遊行主題明確，就是要求政府撤回修訂《逃犯條例》和林鄭月娥下台，與過往遊行有訴求多樣化的情況不同，「任何一個正常的政府對一個這樣大型的遊行都應該正面回應」。但親北京陣營的全國政協副主席、前行政長官董建華成立的香港發展中心聲稱在下午3時10分只有8千人遊行，而其委託統計，同樣是親北京陣營的幫港出聲成員及前科大教授雷鼎鳴更批評民陣的遊行數字是「無乜用腦」（無甚用腦），中共中央机关报旗下《環球時報》宣稱示威者勾結西方勢力；美國之音則表示中國官媒是刻意避談或淡化香港主權移交以來最大規模的百萬人遊行抗議，以及特意引用香港警方明顯偏低的估計人數。

#### 回應遊行本身
曾經在2003年50萬人大遊行後當晚宣布倒戈的自由黨榮譽主席田北俊呼籲政府撤回修例，否則建制派將會面臨選舉大敗，又抨擊行政會議已經失去功效。
6月9日晚上11時，政府發言人聲明：
|    | 政府留意到除了一些阻塞交通情況外，參加遊行的人數雖然很多，卻大致上和平有序…… 條例草案於本月12日在立法會恢復二讀辯論， 政府呼籲立法會以平和、理性和尊重的態度審議法案，以確保香港繼續是適合居住和營商的安全城市。 |
| —— | |

同一時間，自由黨和新民黨發表聲明，重申支持修訂逃犯條例。民主黨警告建制派不要“助紂為虐”。
有親泛民主派媒體評論認為，香港特區政府對中華人民共和國中央人民政府言聽計從，若京官快馬加鞭南下傳旨，行政長官及親中建制派恐淪為「接旨領旨」的角色。

#### 回應立法會衝突

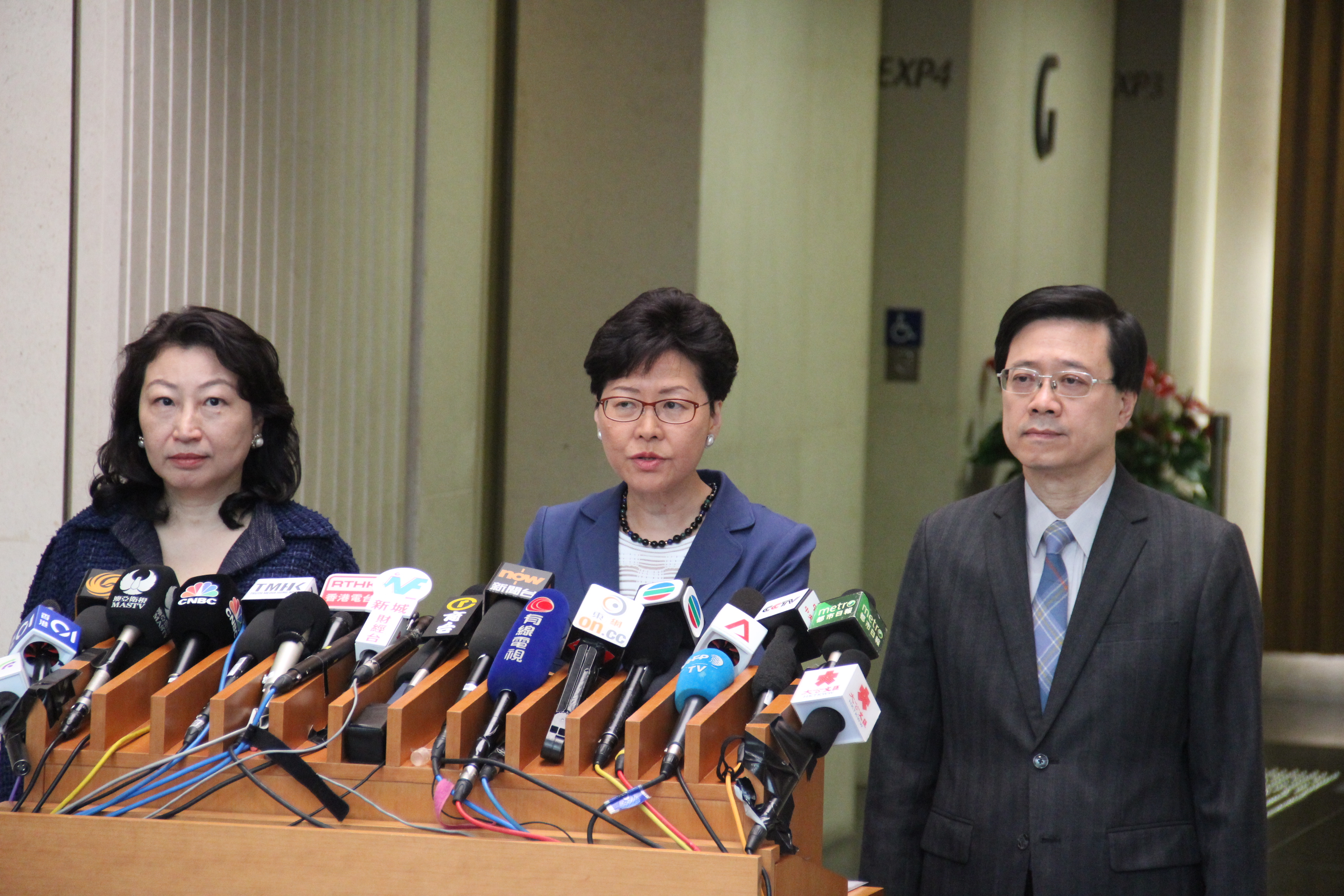
行政長官林鄭月娥與律政司司長鄭若驊及保安局局長李家超見記者

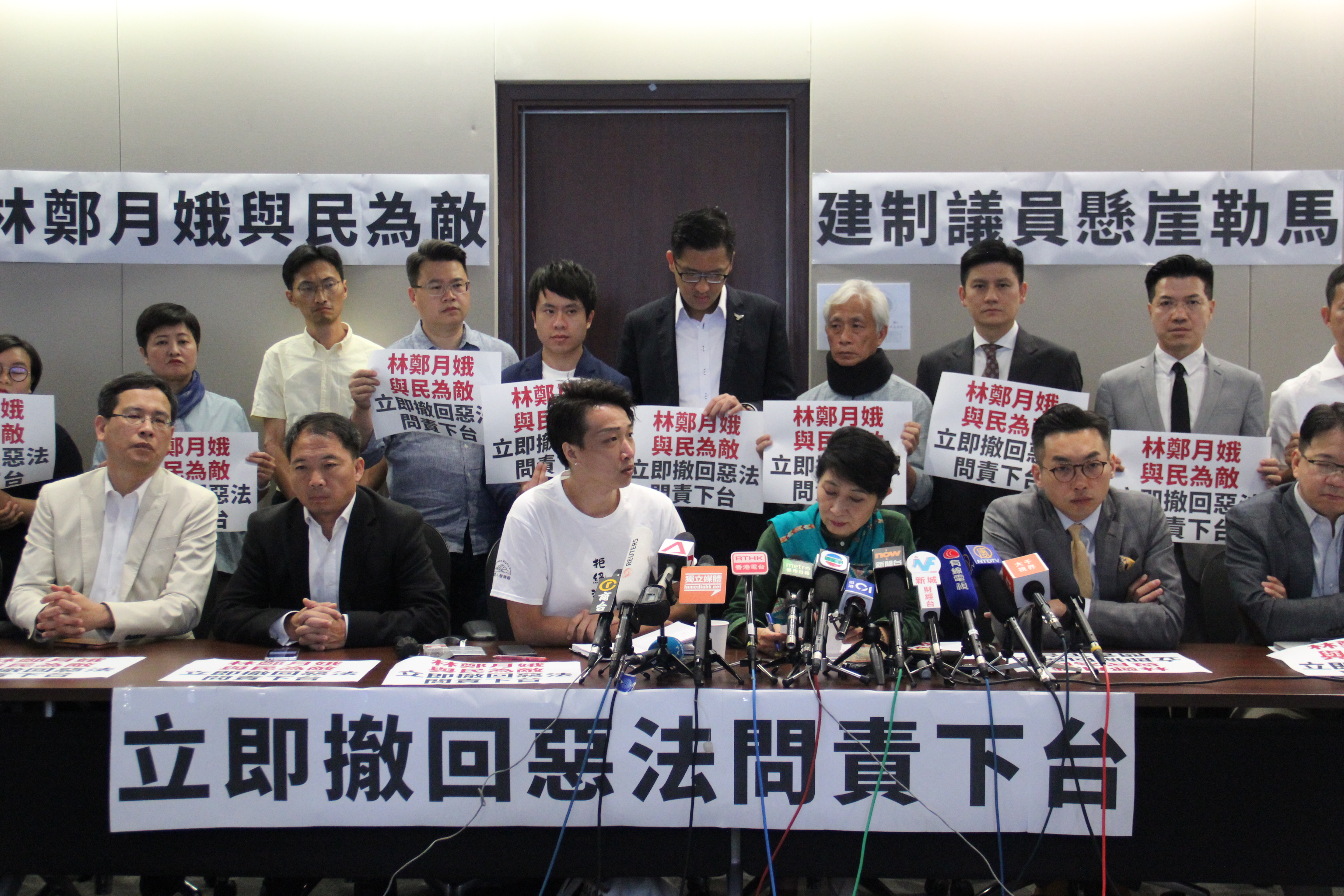
6月10日，民陣舉行記者會說明下一步行動意向

6月10日凌晨近3時，警務處處長盧偉聰嚴厲譴責暴力行為，表示將會翻查錄影片段蒐證，對參與暴力行為的人士追究到底。政務司司長張建宗亦譴責暴力，希望立法會理性討論修例。
同日早上11時，行政長官林鄭月娥與律政司司長鄭若驊及保安局局長李家超見記者，會上行政長官表示必定全面追究衝擊事件，又指遊行人數眾多是毋庸置疑的事實，但修例是彰顯公義，特區政府不能視而不見，並表示需要從正反意見中取得平衡。被問及會否順應民意辭職時，其沒有正面回應。
公民黨和社民連表示林鄭月娥需要為衝突負全責。下午1時，民陣連同泛民政黨見記者，表示將會在6月12日包圍立法會，並連續舉行集會支援民主派。張超雄亦表示社福界商討將於12號發動罷工。會上各政黨都批評政府回應漠視民意，教育界的葉建源和公民黨的楊岳橋分別形容林鄭政府是獨裁和不能管治香港。227名民主派立法會議員發聯署聲明，認為林鄭月娥領導的政府是漠視民意，比以往任何一位特首更甚，觸發激烈抗爭及巨大民憤，民主派議員嚴正要求特首林鄭月娥正視昨日的遊行市民表達的強烈訴求。
6月10日，政府人員協會、國家行政學院香港同學會及香港公務員總工會發出聯署聲明，「批評部分示威者有計劃地肆意攻擊立法會及執法人員，霸佔交通道路的手法危害公眾安全」，「支持警方果斷執法及嚴正跟進違法行為」。聲明寫到，「深信政府定能兼顧不同意見做好修例工作」，「而《逃犯條例》可造福香港市民」。

### 各國政府回應
- 中华人民共和国

RFI发布新闻指這次遊行驚動了中南海，中共中央政治局對逃犯條例修訂出現更大分歧，中共中央總書記習近平觀看了香港示威的片段后，對香港局勢深表憂慮，並且首度發聲稱「香港局勢有失控的危險」。
中華人民共和國外交部發言人耿爽表示，中國中央政府支持香港特區政府修訂逃犯條例，對於網絡上「解放軍偽裝成港警」的消息，耿爽表示該傳聞是假消息，还表示，所謂的100萬人參與大遊行有很大說服力，香港特區政府已作出回應并给出24万的官方统计数字，并認為1萬市民參加撐修例大聯盟的活動已反映主流民意支持修例，然而前線科技人員指該支持人數增長速度固定，懷疑中国政府在在香港製造假民意。中央政府將繼續堅定支持特區政府，推進修訂條例，堅決反对任何外部勢力干預香港特區立法事務的錯誤言行。此外，中國官方表示，關於外人所述之中国政府指示港府修法一事，中國官方没有此行為。
- 中華民國

遊行當日，總統蔡英文即發文對香港情勢表達關切，之後行政院正副院長蘇貞昌、陳其邁亦對遊行人士表達關心，並表示一國兩制不是臺灣人選項，臺灣會守在民主最前線。而中國國民黨總統初選候選人郭台銘表示，一國兩制在香港是失敗的，高雄市長韓國瑜起初表示對該事件不知情，遭到大眾批評後隨即發佈六點聲明，表示捍衛中華民國主權、關切香港民主自由、反對臺灣獨立、堅持九二共識等；前新北市長朱立倫也表示，關切香港民主、反對一國兩制。而臺北市長柯文哲則表示一國兩制不被臺灣主流民意所接受。另有國立台灣大學學生在6/14晚上也發起反送中之夜活動，上千人聚集在校內傅鐘前，高喊「台灣挺香港，堅決反送中」等口號，聲援香港民眾。
在港府宣布條例暫緩後，因香港行政長官林鄭月娥發言表示「臺灣表示不會接受引渡而暫緩」，外交部長吳釗燮在官方推特推文表示，對香港的自由與人權遭受攻擊而感到憂心，林鄭月娥務必聆聽人民的聲音並負完全的責任，責怪台灣是「不道德的、可恥的、令人無法接受的」，他並呼籲擁抱民主，站在勝利的那一邊。
- 英国

首相文翠珊稱香港的引渡條例須尊重載列於1984年的《中英聯合聲明》中、保障權利和自由的部分。她在國會發言時表示：「鑑於大量英國公民在港，我們擔心這些擬議（修訂）的潛在影響。」更表示：「重要的是香港該等引渡安排是符合《中英聯合聲明》中，寫下有關（保障）權利和自由的部分。」
外交大臣侯俊偉於6月12日在外交部網站發布聲明，回應香港的示威行動。他呼籲香港各界冷靜，促請香港政府聆聽外界對《逃犯條例》修訂的擔憂。他亦呼籲香港政府暫停並反思這些爭議措施。其表示「我敦促香港政府聆聽其民眾以及其國際社會朋友表達的擔憂，暫停及反思這些爭議的措施」，並在聲明中指出「政府部門進行有意義的對話以及採取措施保護香港的權利和自由至關緊要。香港須維持其高度自治，這是其國際聲譽的基礎。誠如具法律約束力的《中英聯合聲明》所載，堅持『一國兩制』原則對香港未來的成功是至關重要。」
- 美国

美國跨黨派議員於美國時間6月12日提出《香港人權與民主法案》，提議對支持中華人民共和國政府的人士（如香港和中國大陸的政府官員等）實施凍結在美財產、禁止入境等措施，目前尚未付諸國會表決。另外，亦有網友在美國國務院官網發起連署，要求取消法案支持者的美國公民權、居留權，目前已達連署目標。而總統唐納·川普稱：「我常常看到人們吹噓數字，但當你看看這場抗議行動，真的有100萬人，這是我見過最大規模的示威」，並可能會在G20的川習會上向中國領導人習近平提出此議題。
- 加拿大

加拿大全球事務部外長方慧蘭於6月12日發表聲明，表示加拿大關注香港就逃犯條例修訂草案，並表示近日一連串及正在發生中的大型示威行動，正正顯示香港人對此草案十分憂慮。由於可能影響在港二十多萬加拿大人，以及香港的營商環境和國際聲譽，加拿大當局對事件非常關注，促請香港政府聆聽香港市民及國際社會的意見，暫緩並多加諮詢有關逃犯條例修訂草案。聲明續指，言論及集會自由乃是香港自由社會的基石，敦促香港政府應保持高度自治、法治和獨立的司法制度。
- 欧盟

歐盟發表聲明，聲援香港人民行使自由和平聚集與表達己見的基本權利，呼籲各方都應該克制，避免暴力及情勢進一步升溫。歐盟表示，贊同香港市民對政府修改逃犯條例的而引發的擔憂，已向香港政府表達立場，這是一個敏感問題，也會對香港及歐盟等外國公民可能產生深遠影響，可能波及企業對香港商業地位的信心。
- 德国

德國外交部表示，港府修訂逃犯條例，引發抗議，德國支持示威民眾訴求，且若港府堅持通過逃犯條例，其可能廢除與香港間的引渡協定。

### 海外聲援

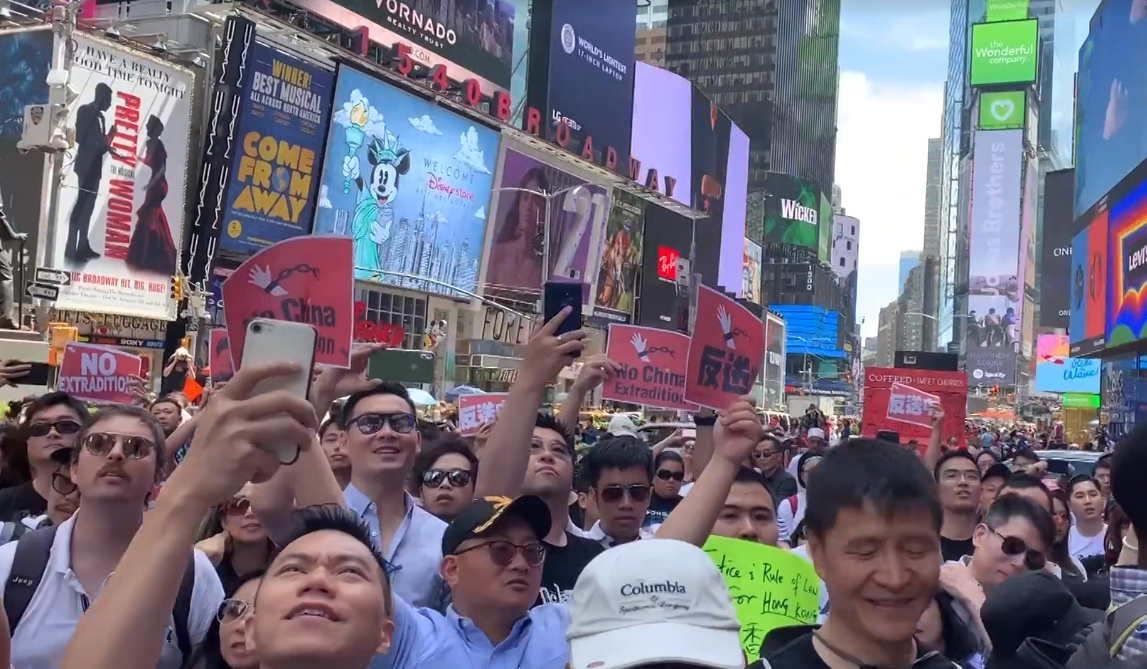
1000多人在美國纽约时报广场集会游行反“送中”

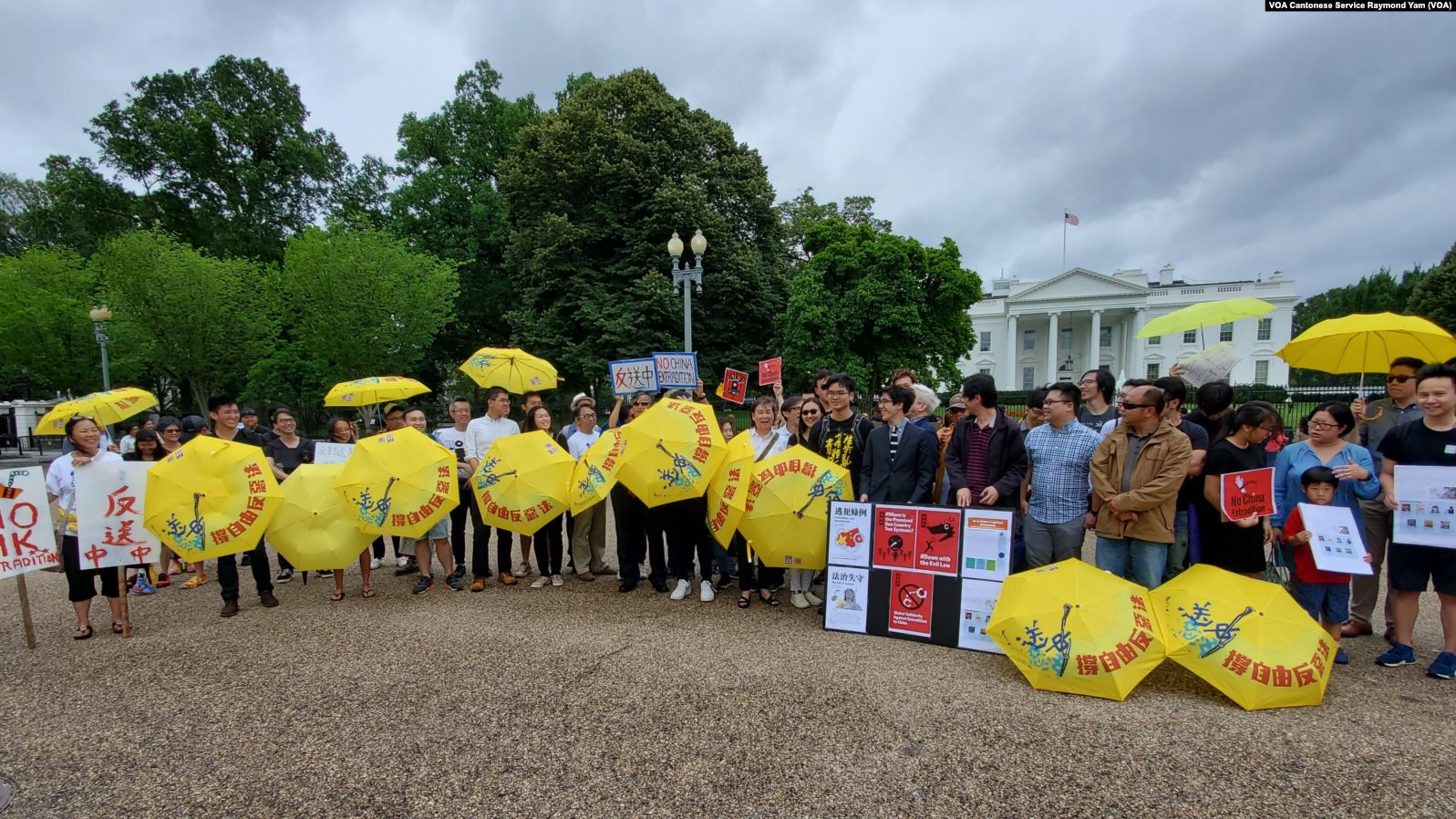
几十人在美国首都华盛顿白宫北面反对香港《逃犯条例》修订

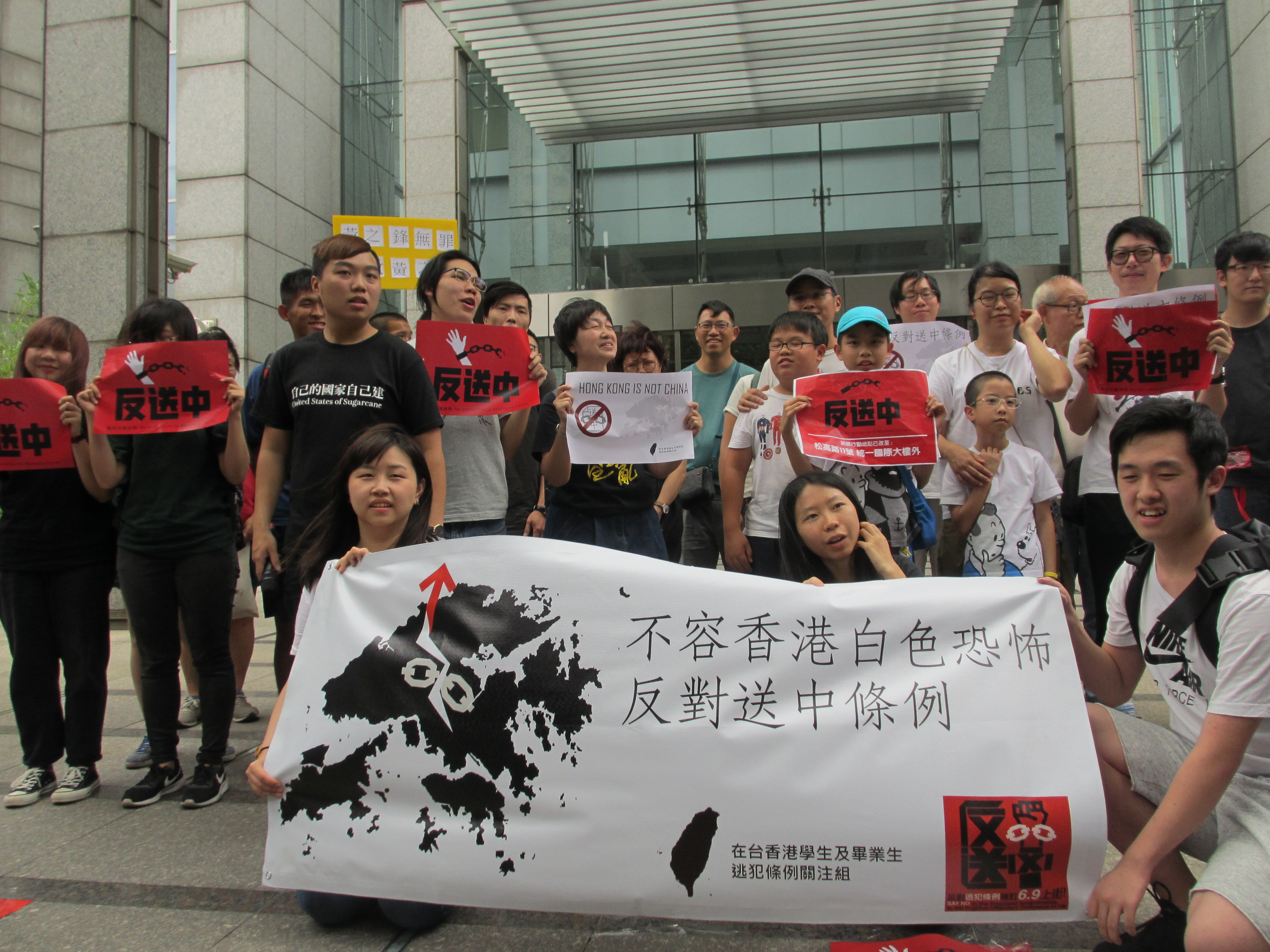
有600位在台香港學生在台灣台北連署反對逃犯條例修订

截至2019年6月2日，全球6個國家等約13個城巿的公民社會團體，已表明6月9日在當地發起「全球反送中遊行集會」，以示反對修訂逃犯條例。澳洲珀斯率先於6月8日舉行首場海外反送中遊行。截至2019年6月10日，參與舉行公眾遊行或集會的海外城市增至超越29個。由6月9日起至2019年6月16日，已舉行至少一次公眾遊行或集會以反對逃犯條例修訂草案的海外城市達至35個，當中，不少位於臺灣的大學學生會亦有主辦相關集會。
2019年6月9日至16日，香港以外舉行反對逃犯條例修訂草案遊行或集會的城市（6月17日後所新增的城市，請參考 2019年6月16日反對逃犯條例修訂草案遊行#全球聲援示威 ）：
| 北美洲 （11個） | 大洋洲 （7個）                                                            | 亞洲 （8個）                                                                        | 歐洲 （9個） |
| --- | ------------------------------------------------------------------------- | ----------------------------------------------------------------------------------- | --- |
| - 美国 - 纽约 - 華盛頓 - 舊金山 - 洛杉磯 - 波士頓 - 芝加哥 - 西雅圖 - 加拿大 - 多倫多 - 溫哥華 - 渥太華 - 卡尔加里 | - - 墨尔本 - 悉尼 - 布里斯班 - 珀斯 - 坎培拉 - 阿德萊德 - 新西兰 - 奧克蘭 | - 日本 - 东京 - 中華民國（臺灣） - 台北 - 新竹 - 台中 - 台南 - 高雄 - 屏東 - - 首爾 | - 英国 - 倫敦 - 德国 - 柏林 - 美因河畔法兰克福 - 科隆 - 荷蘭 - 阿姆斯特丹 - 丹麦 - 哥本哈根 - 法國 - 巴黎 - 比利时 - 布魯塞爾 - 捷克 - 布拉格 |

## 後續

### 罷市罷工、彈性上班
有超過60間店舖向傳媒宣佈，於6月9日遊行當日罷市一日，以抗議逃犯條例修訂草案及參與示威。
政府在遊行後宣佈草案如期在6月12日恢復二讀，有400多間公司，包括商店、網店和餐廳等在當日罷市罷工以示抗議，包括客貨車應用程式CALL4VAN、100毛、GLO Travel、渣哥一九九六和阿布泰國生活百貨等。新巴職工會宣佈按章工作。自由黨黨魁鍾國斌認為罷市僅屬表態，不會傷害港府，但會傷害自己，形容是「自己揾自己笨（自找麻煩）」。
建制派亦不甘示弱，近日建制圈子流傳一則短訊，呼籲支持者6月12日下午5時發起罷市罷工，支持政府修改《逃犯條例》。高銀金融因應獨立非執董石礼谦要求，召開緊急董事會會議，因應「近期發生的社會矛盾和經濟不穩定將對香港商業地產市場的增長產生負面影響」，決定放棄購買啟德商業地皮，並放棄訂金及賠償違約金。
四大會計師樓、渣打銀行、恆生銀行及匯豐銀行已宣佈由於預計交通擠塞，故允許其員工於6月12日彈性上班。鷹君集團旗下逸東酒店不反對員工參與6月12日金鐘添馬公園聚會，並支持各員工以自己的方式發聲來愛護香港。

### 6·12佔領行動
6月12日早上約8時，大量原先於香港島金鐘添馬公園一帶集會的市民，突然衝出夏慤道與龍和道，企圖阻止香港立法會二讀草案。期間有示威者徒手掘起磚頭為武器，警察最終施放約150枚催淚彈、20顆布袋彈、數發橡膠子彈驅趕(到2019年7月27日為止,警方尚未向公眾交代當天使用催淚彈,布袋彈及橡膠子彈的確實數量)，逾80人受傷，多名示威者頭部中槍，2人傷勢嚴重 。

### 6·13港鐵不合作運動
約70名市民因不滿政府漠視民意，響應網上號召，到觀塘線進行不合作行動。參與者阻礙車門，更有人將腳插進月台與列車之間的空隙。警方與港鐵加派人手於車站維持秩序，警方留下部份示威者問話。港鐵曾經發出列車服務受阻的廣播，表示觀塘線的車程延長五至十分鐘。事後，港鐵公布當天有超過20個班次因爲不合作運動而受影響。

### 6·15機場接機
約十多名市民響應網上號召，於6月15日下午到香港國際機場的接機大堂獨狼式示威。示威者穿著黑衣迎接「范宋宗」下機，但未能等到，寓意反送中未完成；亦有示威者朗讀蘋果日報有關反送中的新聞，向訪港旅客表達他們的訴求。事件最終由機場保安利用機場守則，指出機場內不得展示示威標語，勸退示威者。

### 6·15反修例男子墜樓身亡

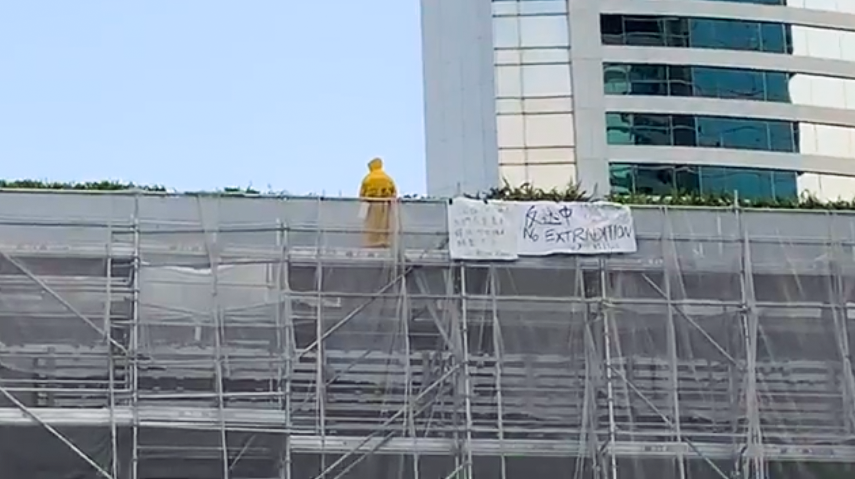
6月15日下午，身穿黃色雨衣的梁凌杰在太古廣場高位危站，但最終墜樓身亡

6月15日下午4時30分，一名35歲名為梁凌杰的男子身穿黃色雨衣在12日其中一個佔領場所——金鐘道太古廣場的平台上危坐，雨衣背寫「林鄭殺港 黑警冷血」，並掛起「反送中 No Extradition To China」的橫額，上面亦寫有「全面撤回送中，我們不是暴動，釋放學生傷者，林鄭下台，Help Hong Kong」的訴求標語。警方瞬即封鎖金鐘道西行兩條行車線以處理事件，警察只容許警察谈判组到場勸告該男子，並阻止鄺俊宇議員接近。下午9時15分，梁凌杰突然爬出棚架，有多名消防員嘗試將他拉回平台上但未果最終墮地。地面雖有消防設置的充氣床，但因為行人路欄杆阻擋及太古廣場正進行翻新工程，故此未能放到最近太古廣場的位置，結果梁凌杰墮於充氣床及大廈之間的位置，重傷昏迷。他被送往律敦治醫院搶救，惜證實不治。市民陸續在太古廣場外獻花悼念死者，當中包括佔中三子之一朱耀明牧師。
部分傳媒及反對修例的市民均認為事件的責任歸於政府漠視民意；親中團體及傳媒，例如大公報、無線新聞、民建聯等，則基於事件太敏感而沒有報導或回應事件，做法備受批評。

### 6·16遊行
6月13日，民間人權陣線宣布，於16日再舉辦大遊行，要求政府撤回修訂《逃犯條例》，釋放所有示威者，追究開槍責任。
6月14日，香港職工會聯盟呼籲全港17日罷市、罷工，並參與該遊行。
6月16日，民間人權陣線宣布遊行參加人數接近「200萬零1個人」，包括紀念昨日在太古廣場墮樓的男子，警察則表示，高峰時只有33萬8千人經原定路線參與遊行。

### 6·25網上眾籌全球登報
網民於連登發起眾籌三百萬元，計劃G20峰會前於各國多間知名印刷媒體上，刊登頭版廣告反修例，其中包括美國、日本、法國、英國、德國等。是次眾籌在數小時內即獲逾萬人捐款，達成目標，最後更超額籌得共$5,484,299，並成功於多份海外報章如期刊登。

### 6·29反修例女子墜樓身亡

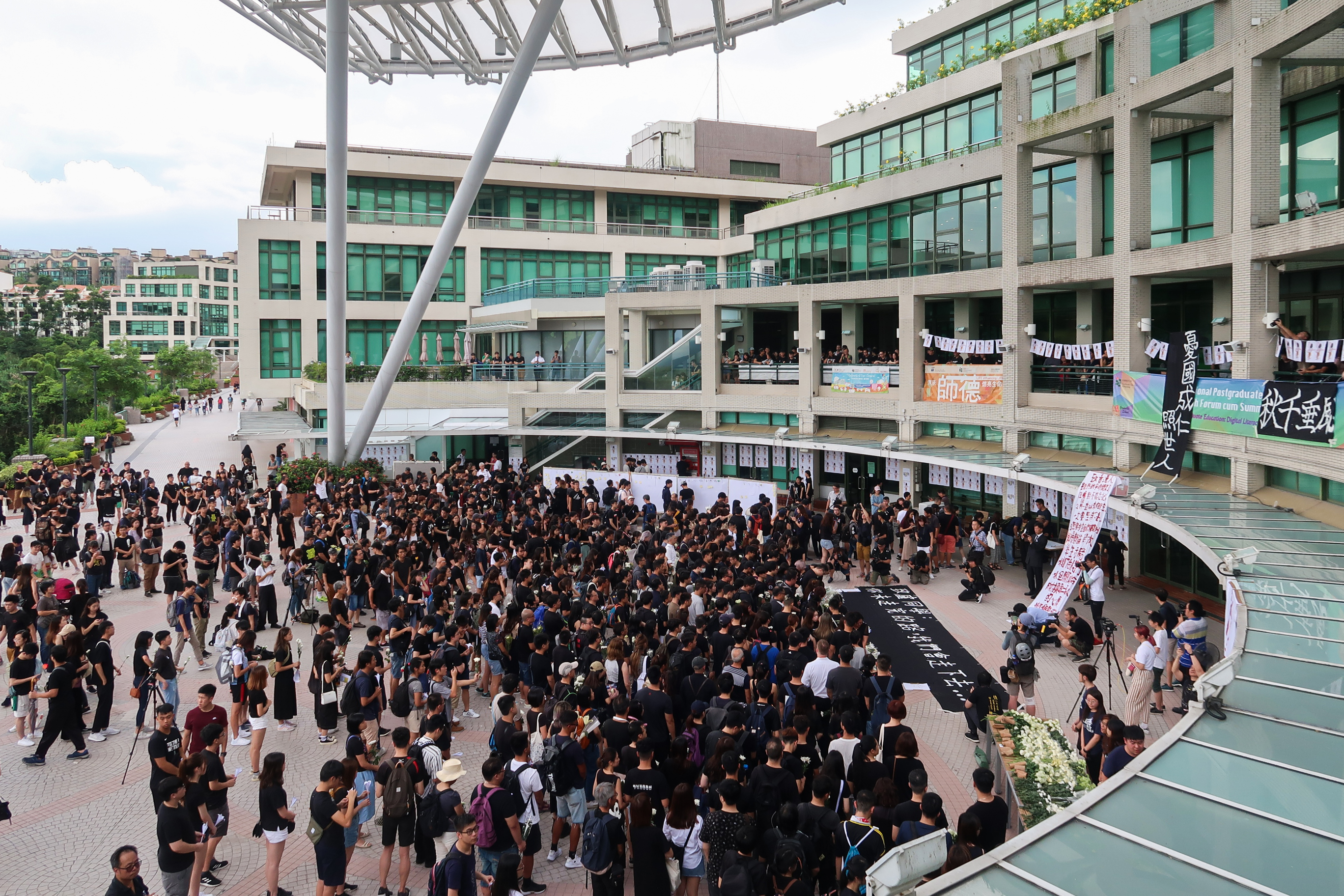
6月30日下午3時30分，香港教育大學的中央廣場舉行悼念儀式，有逾千名教大師生、校友、教職員及市民參與

6月29日下午3時30分左右，一名21歲名為盧曉欣的少女在粉嶺嘉福邨墜樓身亡，並在梯間牆壁留下「反修例」字句遺書，寫上「全面撒回條例」，「收回暴動論」，「釋放學生示威者」，「林鄭下台」，「嚴懲警方」五項訴求。香港教育大學亦於6月30日舉行校內悼念儀式，約300人到場參與。

### 7·1衝突
7月1日凌晨，反送中的示威者集結於立法會示威區，原計劃於香港主權移交紀念日早上堵塞灣仔金紫荊廣場，阻礙升旗禮。唯政府採取迴避態度，取消升旗禮的公眾觀禮區，改到會展室內地方舉行升旗禮，並安排大量警察於會展外佈防。
7月1日早上八時升旗禮前，夏愨道一帶的示威者一度衝擊警方防線，警方向示威者施放胡椒噴霧及出動警棍，其間亦有示威者近距離被警察瞄準眼睛施放胡椒噴劑。
7月1日下午，示威者兵分兩路，部份前往維園參與七一大遊行，另一批留守立法會的示威者因多名市民死諫政府無果，決定行動升級，企圖攻佔立法會。下午四時許，示威者成功撞破立法會的玻璃，立法會內的防暴警察亦以長盾架設防線，並施放胡椒噴霧驅散。前線示威者短時間內停止衝擊。下午五時許，參與七一大遊行的示威陸續進入立法會示威區，衝擊行動再次升級，立法會另一玻璃再遭破壞。其後警察戰術性撤退，示威者於晚上攻入立法會，大樓內多處設備遭到破壞示威者其後於警方清場前，全數離開立法會大樓。警方於凌晨0時起出動大批軍裝警員及「速龍小隊」清場，於龍和道舉起黑旗後，多次於龍匯道及龍和道施放催淚彈，並接管立法會綜合大樓，警方進入立法會綜合大樓前，所有示威者已離開立法會大樓。示威者退守夏愨道後從中環方向離去。凌晨0時55分左右，警方成功清場，夏慤道的示威者，已經全面離開。凌晨1時多，警方開始全面搜查立法會大樓各部分，包括洗手間，未有發現示威者。但只容許傳媒繼續採訪，其他人不容許進入。有一名在鏡頭貼上「高登音樂台」貼紙的男子，因無記者證，被警員搜身及記錄他的資料。

## 引用文獻
1. ↑  . news.tvb.com.   [2019-06-10]. （原始内容存档于2020-11-30）.
2. 1 2  . news.rthk.hk.   [2019-06-10]. （原始内容存档于2019-06-10） （中文（臺灣））.
3. ↑  . news.rthk.hk.   [2019-06-10]. （原始内容存档于2019-06-10） （中文（臺灣））.
4. ↑  . 蘋果日報. 2019-06-14  [2019-06-14]. （原始内容存档于2019-06-15）.
5. 1 2  . 香港經濟日報. 2019-06-15  [2019-06-15]. （原始内容存档于2019-09-12）.
6. 1 2 3  . 蘋果日報. 2019-06-11  [2019-07-11]. （原始内容存档于2020-09-26） （中文（繁體））.
7. 1 2  . 姚松炎在“方格子”的博客網站. 2019-06-16  [2019-07-11]. （原始内容存档于2019-07-11） （中文（繁體））.
8. 1 2  . 香港01. 2019-06-09  [2019-07-11]. （原始内容存档于2019-07-11） （中文（繁體））.
9. 1 2  . 立場新聞. 2019-06-09  [2019-07-11]. （原始内容存档于2019-06-29） （中文（繁體））.
10. 1 2  . 明報. 2019-06-26  [2019-07-11]. （原始内容存档于2019-06-27） （中文（繁體））.
11. ↑  . 明報.   [2019-06-10]. （原始内容存档于2019-06-12） （中文（繁體））.
12. ↑  . 明報. 2019-06-10  [2019-06-10].
13. ↑  不斷更新：警方登記200示威者資料 1女子被捕 （页面存档备份，存于），on.cc東網，2019-06-10
14. ↑  示威者衝擊立會與警方爆衝突時序 一文睇晒！ （页面存档备份，存于），on.cc東網，2019-06-10
15. ↑  . 蘋果日報.   [2019-06-10]. （原始内容存档于2019-06-09）.
16. ↑  . 立場新聞 Stand News. 2019-06-10  [2019-12-25]. （原始内容存档于2021-07-08） （英语）.
17. ↑  . 明報. 2019-06-11  [2019-07-06]. （原始内容存档于2019-07-06）.
18. ↑  民間人權陣線Facebook專頁. . 2019年5月22日  [2019年6月18日]. （原始内容存档于2019年9月12日）.（繁體中文）
19. ↑  . 香港01. 2019-07-09  [2019-07-13]. （原始内容存档于2019-07-13）.
20. ↑  . 東網. 2019-06-09  [2019-06-18]. （原始内容存档于2019-09-12）.
21. ↑  . 時代論壇. 2019-06-06  [2019-06-11]. （原始内容存档于2019-06-15）.
22. 1 2  . 立場新聞. 2019-05-31  [2019-07-12]. （原始内容存档于2019-06-08） （中文（繁體））.
23. ↑  . 立場新聞. 2019-06-09  [2019-06-09]. （原始内容存档于2019-06-10）.
24. ↑  .   [2019-06-10]. （原始内容存档于2019-09-12）.
25. ↑  . 明報. 2019-06-02  [2019-10-11]. （原始内容存档于2021-11-17）.
26. ↑  . 頭條日報. 2019-06-02  [2019-10-11]. （原始内容存档于2020-12-12）.
27. 1 2  . 信報. 2019-06-09  [2019-10-11]. （原始内容存档于2021-05-10）.
28. ↑  . NOW新聞. 2019-06-09  [2019-10-11]. （原始内容存档于2021-08-15）.
29. ↑  . NOW新聞. 2019-06-09  [2019-10-11]. （原始内容存档于2021-01-24）.
30. ↑  . 紐約時報. 2019-06-10  [2019-10-11]. （原始内容存档于2019-06-10）.
31. ↑  . New York Times. 2019-06-10  [2019-07-13]. （原始内容存档于2019-07-13）.
32. ↑  . 立場新聞. 2019-06-10  [2019-09-25]. （原始内容存档于2019-08-16）.
33. ↑  . The Washington Post. 2019-06-10  [2019-07-13]. （原始内容存档于2019-07-13）.
34. ↑  . The Economist. 2019  [2019-07-13]. （原始内容存档于2019-09-12）.
35. ↑  . 蘋果日報. 2019-05-30  [2019-05-30]. （原始内容存档于2019-06-05）.
36. ↑  . 明報. 2019-05-30  [2019-05-30]. （原始内容存档于2019-05-30）.
37. 1 2  . 蘋果日報. 2019-06-03  [2019-06-03]. （原始内容存档于2019-09-12）.
38. ↑  ,   [2019-06-03], （原始内容存档于2019-09-12） （中文（简体））
39. ↑  . www.msn.com.   [2019-09-25]. （原始内容存档于2019-06-07）.
40. ↑  . www.bastillepost.com.   [2019-06-11]. （原始内容存档于2020-09-01）.
41. ↑  . 《蘋果日報》. 2019-06-09  [2019-08-01]. （原始内容存档于2019-08-01）.
42. 1 2  . 立場新聞. 2019-06-09  [2019-06-10]. （原始内容存档于2019-06-10）.
43. 1 2  林劍，李慧妍. . 香港01. 2019-06-09  [2019-06-10]. （原始内容存档于2019-06-10）.
44. 1 2 3 4  . 蘋果日報. 2019-06-10  [2019-06-10]. （原始内容存档于2019-09-12）.
45. ↑  袁澍. . 香港: 香港01. 2019-06-09  [2019-06-10]. （原始内容存档于2019-06-17） （中文（繁體））.
46. ↑  . Google My Maps.   [2019-06-10]. （原始内容存档于2019-09-12）.
47. ↑  勞敏儀. . 香港. 2019-06-09  [2019-06-10]. （原始内容存档于2019-09-12）.
48. ↑  朱雅霜、楊婉婷、彭愷欣. . 香港01. 2019-06-09  [2019-06-10]. （原始内容存档于2019-09-12）.
49. ↑  . 香港電台. 2019-06-09. （原始内容存档于2019-06-10）.
50. 1 2  . 頭條日報 (頭條日報). 2019-06-09. （原始内容存档于2019-06-15）.
51. ↑  . 立場新聞. 2019-06-09  [2019-06-10]. （原始内容存档于2019-09-12）.
52. ↑  . 香港01. 2019-06-10  [2019-09-25]. （原始内容存档于2019-09-12）.
53. ↑  . TheNewsLens. 2019-06-10  [2019-06-10]. （原始内容存档于2019-06-11）.
54. ↑  有表明記者身/ . 論盡媒體. 2019-06-12  [2019-09-25]. （原始内容存档于2020-08-08）.
55. ↑  . ETtoday新聞雲 (臺灣). 2019-06-10  [2019-06-09]. （原始内容存档于2019-09-12） （中文（繁體））.
56. ↑  . 信報財經新聞. 2019-06-10  [2020-06-08]. （原始内容存档于2021-04-20）.
57. ↑  . Now新聞台. 2019-06-10  [2020-06-08]. （原始内容存档于2021-08-13）.
58. ↑  . 立場新聞 (香港). 2019-06-10  [2019-09-12]. （原始内容存档于2019-06-14） （中文（繁體））.
59. ↑  . now新聞台 (香港). 2019-06-10  [2019-06-10]. （原始内容存档于2019-06-17） （中文（繁體））.
60. ↑  . 香港: 無綫新聞. 2019-06-10  [2019-06-09]. （原始内容存档于2019-06-17） （中文（繁體））.
61. ↑  . 信報 (香港). 2019-06-10  [2019-06-10]. （原始内容存档于2019-06-17） （中文（繁體））.
62. ↑  . 明報 (香港). 2019-06-10  [2019-06-10]. （原始内容存档于2019-06-13） （中文（繁體））.
63. ↑  . 熱血時報. 2019-06-10  [2020-06-08]. （原始内容存档于2021-01-16）.
64. ↑  . 路透社. JUNE 20, 2019  [2019-07-11]. （原始内容存档于2019-06-23） （英语）.
65. ↑  . BBC中文網. 2019-06-26  [2019-07-12]. （原始内容存档于2019-07-01） （中文（繁體））.
66. ↑  Amanda Darrach. . Columbia Journalism Review. 2019-06-14  [2019-07-12]. （原始内容存档于2019-06-29） （英语）.
67. ↑  . 未來城市@天下. 2019-07-06  [2019-07-12]. （原始内容存档于2019-07-12） （中文（繁體））.
68. ↑  Prof. Paul Stapleton. . Hong Kong Free Press. 2019-06-16  [2019-07-12]. （原始内容存档于2019-06-17） （中文（繁體））.
69. 1 2 3  . rthk. 2003-07-15  [2019-07-12]. （原始内容存档于2014-09-11） （中文（繁體））.
70. ↑  . New York Times. JULY 3, 2019  [2019-07-11]. （原始内容存档于2019-07-04） （英语）.
71. ↑  . 信報. June 29, 2019  [2019-07-11]. （原始内容存档于2019-07-11） （中文（繁體））.
72. ↑  . 立場新聞. 2019-06-13  [2019-07-13]. （原始内容存档于2019-07-15） （中文（繁體））.
73. ↑  . BBC中文網. 2019-06-09  [2019-06-10]. （原始内容存档于2019-06-10）.
74. ↑  . 紐約時報中文網. 2019-06-10  [2019-06-10]. （原始内容存档于2019-06-10）.
75. 1 2  . 美國之音. 2019-06-10  [2019-06-10]. （原始内容存档于2019-07-04）.
76. ↑  林樂兒. . 香港01. 2021-01-13  [2021-01-13]. （原始内容存档于2021-08-06）.
77. ↑  . 明報. 2021-03-11  [2021-03-11]. （原始内容存档于2021-04-20）.
78. ↑  . D100.   [2020-07-21]. （原始内容存档于2020-11-02）.
79. ↑  . BBC.   [2020-07-21]. （原始内容存档于2021-01-16）.
80. ↑  . www.metroradio.com.   [2019-06-10]. （原始内容存档于2019-06-15）.
81. ↑  . 明報. 2019-06-10  [2019-09-25]. （原始内容存档于2019-06-10） （中文（繁體））.
82. ↑  . 立場新聞.   [2019-06-10]. （原始内容存档于2019-06-10） （英语）.
83. ↑  姚國雄; 林俊謙. . 蘋果日報 (香港). 2019-06-11  [2019-06-11]. （原始内容存档于2019-06-15） （中文（繁體））.
84. ↑  陳淑霞. . 香港01. 香港. 2019-06-10  [2019-06-10]. （原始内容存档于2019-06-17） （中文（繁體））. 参数|newspaper=与模板{{cite web}}不匹配（建议改用{{cite news}}或|website=） (帮助)
85. ↑  . 香港政府新聞網. 香港.   [2019-06-10]. （原始内容存档于2019-06-10） （中文（繁體））.
86. ↑  . 立場新聞.   [2019-06-10]. （原始内容存档于2019-06-10） （中文（繁體））.
87. ↑  莊恭南. . 香港01. 香港. 2019-06-10  [2019-06-10]. （原始内容存档于2019-06-11） （中文（繁體））. 参数|newspaper=与模板{{cite web}}不匹配（建议改用{{cite news}}或|website=） (帮助)
88. ↑  . 香港01. 2017-11-19  [2019-06-16]. （原始内容存档于2019-09-12）.
89. ↑  . 蘋果日報 (香港). 2019-05-21  [2019-06-16]. （原始内容存档于2019-05-30）.
90. ↑  . news.tvb.com.   [2019-06-10]. （原始内容存档于2019-09-12）.
91. ↑  . news.tvb.com.   [2019-06-10]. （原始内容存档于2019-09-12）.
92. ↑  . news.tvb.com.   [2019-06-10]. （原始内容存档于2019-09-12）.
93. ↑  吳倬安, 羅家晴. . 香港01. 2019-06-10  [2019-06-10]. （原始内容存档于2019-09-12） （中文（香港））.
94. ↑  . 立場新聞 Stand News.   [2019-06-10]. （原始内容存档于2019-06-10） （英语）.
95. ↑  . 蘋果日報. 2019-06-11  [2019-06-11]. （原始内容存档于2019-09-12）.
96. ↑  . 香港獨立媒體網.   [2019-06-10]. （原始内容存档于2019-06-10）.
97. ↑  . news.rthk.hk.   [2019-06-10]. （原始内容存档于2019-06-11） （中文（臺灣））.
98. ↑  . 明報. 2019-06-10  [2019-06-11]. （原始内容存档于2019-09-12）.
99. ↑  . RFI.   [2019-06-12]. （原始内容存档于2019-06-12）.
100. ↑  前線科技人員. . 立場新聞. 2019-06-12  [2019-09-25]. （原始内容存档于2019-09-12）.
101. ↑  . 香港電台. 2019-06-10  [2019-06-10]. （原始内容存档于2019-06-11）.
102. ↑  . www.cna.com.tw.   [2019-06-14]. （原始内容存档于2019-06-10） （中文（臺灣））.
103. ↑  郭凱杰. . 今日新聞. 2019-06-12  [2019-06-14]. （原始内容存档于2019-06-12） （中文（臺灣））.
104. ↑  . www.cna.com.tw.   [2019-06-15]. （原始内容存档于2019-06-14） （中文（臺灣））.
105. ↑  . 香港01.   [2019-06-14]. （原始内容存档于2019-09-12）.
106. ↑  . 香港01.   [2019-06-14]. （原始内容存档于2019-09-12）.
107. ↑  . 2019-06-12  [2019-06-14]. （原始内容存档于2019-09-12）.
108. ↑  . 蘋果日報 (香港). 2019-06-03  [2019-06-03]. （原始内容存档于2019-06-08） （中文（繁體））.
109. ↑  吳倬安. . 香港01. 2019-06-02  [2019-06-02]. （原始内容存档于2019-06-08）.
110. ↑  何先生. . 立場新聞. 2019-06-08  [2019-09-12]. （原始内容存档于2019-06-09）.
111. ↑  香港眾志. . 2019-06-03  [2019-06-10]. （原始内容存档于2019-09-12）.
112. ↑  . 全球集氣反送中 Global Solidarity with Hong Kong. 2019-06-07  [2019-06-10]. （原始内容存档于2020-11-02）.
113. ↑  孫家銘. . 臺灣高雄: 新頭殼.   [2019-06-12]. （原始内容存档于2019-06-13）.
114. ↑  . 立場新聞. 2019-06-06  [2021-05-07]. （原始内容存档于2021-08-04）.
115. ↑  . 蘋果日報. 2019-06-11  [2019-06-11]. （原始内容存档于2019-06-10）.
116. ↑  . 明報. 2019-06-11  [2019-09-25]. （原始内容存档于2019-09-12）.
117. ↑  沙半山. . 香港01. 2019-06-11  [2019-09-25]. （原始内容存档于2019-09-12）.
118. ↑  . 明報. 2019-06-11  [2019-06-11]. （原始内容存档于2019-06-15）.
119. ↑  . 香港01. 2019-06-11  [2019-06-11]. （原始内容存档于2019-09-12）.
120. ↑  . 香港01. 2019-06-11  [2019-09-25]. （原始内容存档于2019-09-12）.
121. ↑  . 香港01. 2019-06-12  [2019-06-12]. （原始内容存档于2019-09-12）.
122. ↑  . on.cc東網. 2019-06-12  [2019-06-12]. （原始内容存档于2019-06-15）.
123. ↑  . 東方Online. 2019-06-13  [2019-06-16]. （原始内容存档于2019-06-16）.
124. ↑  . 立場新聞. 2019-06-13  [2019-06-16]. （原始内容存档于2019-06-13）.
125. ↑  . 蘋果日報 (台灣). 2019-06-15  [2019-06-16].
126. ↑  . 香港01. 2019-06-15  [2019-06-16]. （原始内容存档于2019-06-16）.
127. ↑  . 蘋果日報. 2019-06-16  [2019-06-16]. （原始内容存档于2019-06-17）.
128. ↑  . 香港01.   [2019-06-14].
129. ↑  . 明報.   [2019-06-15]. （原始内容存档于2019-06-17）.
130. ↑  . 蘋果日報. 2019-06-15  [2019-06-15]. （原始内容存档于2019-06-15）.
131. ↑  . on.cc東網. 2019-06-16  [2019-06-16]. （原始内容存档于2019-06-16）.
132. ↑  . 香港01.   [2019-06-14]. （原始内容存档于2019-06-15）.
133. ↑  . 香港經濟日報.   [2019-06-16].
134. ↑  . 連登.   [2019-07-02]. （原始内容存档于2019-06-30）.
135. ↑  . 2019-06-25  [2019-07-02]. （原始内容存档于2019-07-02）.
136. ↑  . 立場新聞.   [2019-07-02]. （原始内容存档于2019-06-27）.
137. ↑  . 自由時報. 2016-06-27  [2019-07-02]. （原始内容存档于2019-07-02）.
138. ↑  . 東網. 2019-06-29  [2019-07-02]. （原始内容存档于2019-06-29）.
139. ↑  . 明報. 2019-07-01  [2019-07-02]. （原始内容存档于2019-07-01）.
140. ↑  . 明報. 2019-07-01  [2019-07-06]. （原始内容存档于2019-07-06）.
141. ↑  . 眾新聞. 2019-07-01  [2019-07-06]. （原始内容存档于2019-07-06）.
142. ↑  .   [2019-07-06]. （原始内容存档于2019-09-12）.
143. ↑  . 香港01. 2019-07-01  [2019-07-06]. （原始内容存档于2019-07-06）.
144. ↑  . 明報. 2019-07-01  [2019-07-06]. （原始内容存档于2019-07-01）.
145. ↑  . 台灣蘋果日報. 2019-07-02  [2019-07-06]. （原始内容存档于2019-07-01）.
146. ↑  . 明報. 2019-07-02  [2019-07-02]. （原始内容存档于2019-07-02）.